# Finsteres Mittelalter
Als finsteres Mittelalter wird stark wertend der empfundene Rückschritt des europäischen Mittelalters gegenüber der europäischen Antike bezeichnet, welche wiederum als besonders fortschrittlich gewertet und empfunden wird. Die Vorstellung eines finsteren Mittelalters geht vor allem auf Abgrenzungstendenzen während der Zeit der Renaissance zurück. Das Mittelalter wurde von der latein-dominierten Gelehrtenwelt des 16. und 17. Jahrhunderts häufig als „finstere Zwischenzeit“ charakterisiert, das es durch eine Rückbesinnung auf Ideale der Antike und der einsetzenden Entwicklung in der beginnenden Neuzeit zu überwinden galt. Dieses Bild des europäischen Mittelalters ist dem modernen Forschungsstand der Geschichtswissenschaften zufolge veraltet.

## Begriffsbeschreibung
In der Renaissance wurde die Epoche zwischen der Antike und der damaligen Gegenwart als ein („Übergangs“-)Zeitalter betrachtet, in dem das Wissen und die Werte der antiken Kulturen scheinbar in Vergessenheit geraten waren. Mit dem Begriff des „Mittelalters“ sollte eine klare Abgrenzung zur Antike stattfinden. Beispielsweise sollte der Wissensverlust im Übergang von der Spätantike ins Mittelalter betont werden sowie ein angeblicher Rückfall hinter den (auf antiken Kenntnissen basierenden) Wissensstand der arabischen Welt (siehe auch Blütezeit des Islam). Diese Bewertung wurde im 19. Jahrhundert im Zuge der aufkommenden Romantik weitgehend kritiklos aufgegriffen und weiter ausgebaut, wobei die Rezeption vergangener Zeiten gemäß der Aufklärung, der Moral des Viktorianischen Zeitalters und durch „Fortschrittsgläubigkeit“ und Vernunftsorientierung beeinflusst wurde.
In der modernen Forschung wird das Mittelalter hingegen wesentlich differenzierter betrachtet, zumal Entwicklungen im Mittelalter für die westliche Welt bis heute prägend sind und viele verbreitete Vorstellungen sich nicht mit Quellen belegen lassen. In diesem Sinne werden etwa die im Frühmittelalter – das lange als Paradebeispiel eines angeblich dunklen Zeitalters galt – gelegten Fundamente für die spätere Entwicklung im Kontext der damaligen historischen Entwicklung bewertet. In diesem Zusammenhang erweist sich die Vorstellung eines angeblichen „finsteren Zeitalters“ als nachträgliche stark wertende Retrospektion durch die Gelehrten der Frühen Neuzeit.

## Populäre Mythen, Missverständnisse und historische Streitpunkte
Auf der Grundlage der oben dargelegten Rezeption des historischen europäischen Mittelalters in der Frühen Neuzeit und der Epoche der Aufklärung entstand im Verlauf des 19. und 20. Jahrhunderts eine bis heute populäre Wahrnehmung des historischen Mittelalters, die im Großen und Ganzen eher auf Vorstellungen und Projektionen einer modernen (und zunehmend globalisierten) Welt basiert, als auf belastbaren historischen Quellen.

### Der Glaube an eine flache Erde

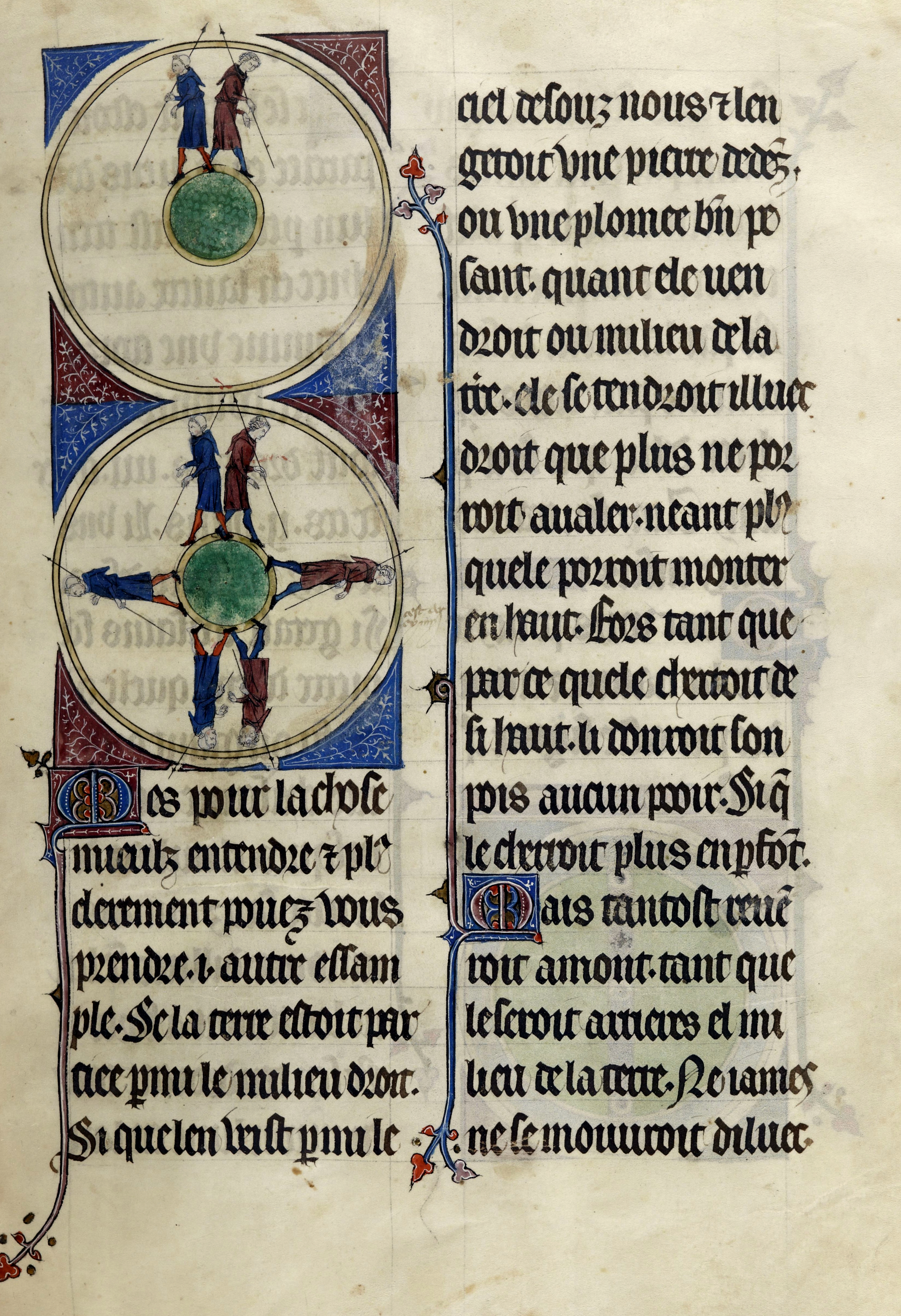
Illustration der kugelförmigen Erde in einem Manuskript des Image du monde (14. Jahrhundert)

Die Behauptung, die Menschen des Mittelalters glaubten, und zwar unabhängig von ihrer sozialen Schicht, dass die Erde „flach“ sei, taucht zum ersten Mal in der ersten Hälfte des 19. Jahrhunderts auf. Vor allem Washington Irving trug wesentlich zur Festigung des Mythos bei, denn in seiner Kolumbus-Biografie von 1828 unterstellte er den Gelehrten des 15. Jahrhunderts ihr Bild von der Gestalt der Erde basiere gänzlich auf biblischen Texten, die letztendlich eine Art „Erdenscheibe“ zu lehren scheinen. Auch findet die Vorstellung, dass Kolumbus durch seine erste Fahrt die Kugelgestalt der Erde „beweisen“ wollte, hier ihren Ursprung.
Die im Mittelalter maßgeblichen Ideen des Aristoteles und das ptolemäische Weltbild beschreiben die Erde als eine Art Sphäroid, für die Gelehrten des Spätmittelalters war daher die Vorstellung einer „Erdenscheibe“ abwegig. Strittige Einzelmeinungen einiger antiker Schriftsteller wie Kosmas Indikopleustes oder Kirchenväter wie Lactantius gehörten nachweislich nie zum offiziellen Konsens der Gelehrtenwelt des gesamten Mittelalters - im Gegensatz zur Darstellung von Irving, die Lactantius und seine Auffassungen über die Erde kurzerhand zur „offiziellen Lehrmeinung“ des präkolumbianischen Europa erhob.
Als die wohl bekannteste praktische Darstellung der Erde in ihrer Kugelgestalt dürfte der Reichsapfel gelten, ein sakraler Gegenstand, welcher der breiten Öffentlichkeit des Hoch- und Spätmittelalters als Machtsymbol bekannt gewesen sein dürfte. Die bekannteste Abbildung, die im Gegenzug oft als symbolischer „Beleg“ für die mittelalterliche Flache-Erde-Vorstellung herangezogen und von einigen Autoren des 20. Jahrhunderts irrtümlich als „historisch“ deklariert wurde, ist der sogenannte Holzstich von Flammarion, der nachweislich aus dem Jahr 1888 stammt und nicht wie oft behauptet aus dem 16. oder 17. Jahrhundert.

### Harte Arbeit und unwürdige Wohnverhältnisse
Die populäre Vorstellung der Lebens- und Wohnverhältnisse der einfachen Stände der mittelalterlichen Gesellschaft wird oft wie folgt geschildert: Harte Arbeit von Sonnenaufgang bis Sonnenuntergang, engste Wohn- und Schlafverhältnisse, katastrophale hygienische Zustände, schlechte Ernährung, Befall- und Infektionskrankheiten, nur notdürftige Kleidung und sehr schlechte Wasserversorgung. Kinder müssten wie die Erwachsenen arbeiten, Kindheit als Lebensabschnitt gab es gar nicht.
Dieses Bild ist aus den verfügbaren mittelalterlichen Quellen aber tatsächlich ohne Weiteres nicht erschließbar, sondern deckt sich bis auf einige wenige Details mit dem Bild des Arbeiterelends in den Slums der europäischen Großstädte des 19. Jahrhunderts während der Industriellen Revolution. Ein bestimmtes Literatur-Genre, das als „slumland storytelling“ im 19. Jahrhundert sich breiter Beliebtheit erfreute, dürfte dem Narrativ ebenfalls Vorschub geleistet haben, denn fast alle typischen Elemente solcher Erzählungen finden sich heute im Bild des „finsteren“ mittelalterlichen Alltags wieder.
Damit handelt es sich bei der vorgenannten Darstellung wahrscheinlich um eine moderne Projektion der Großstadt-Zustände des 19./20. Jahrhunderts und der gegenwärtigen Lage der ärmsten Schichten der Dritten Welt auf das europäische Mittelalter, was auch an Anachronismen wie der im Mittelalter nicht verbreiteten Cholera, ganzjähriger harter Arbeit in industrieller Monotonie und modernen Bildern von Staaten, Kriegen und Macht jenseits des Feudalismus zu erkennen ist.

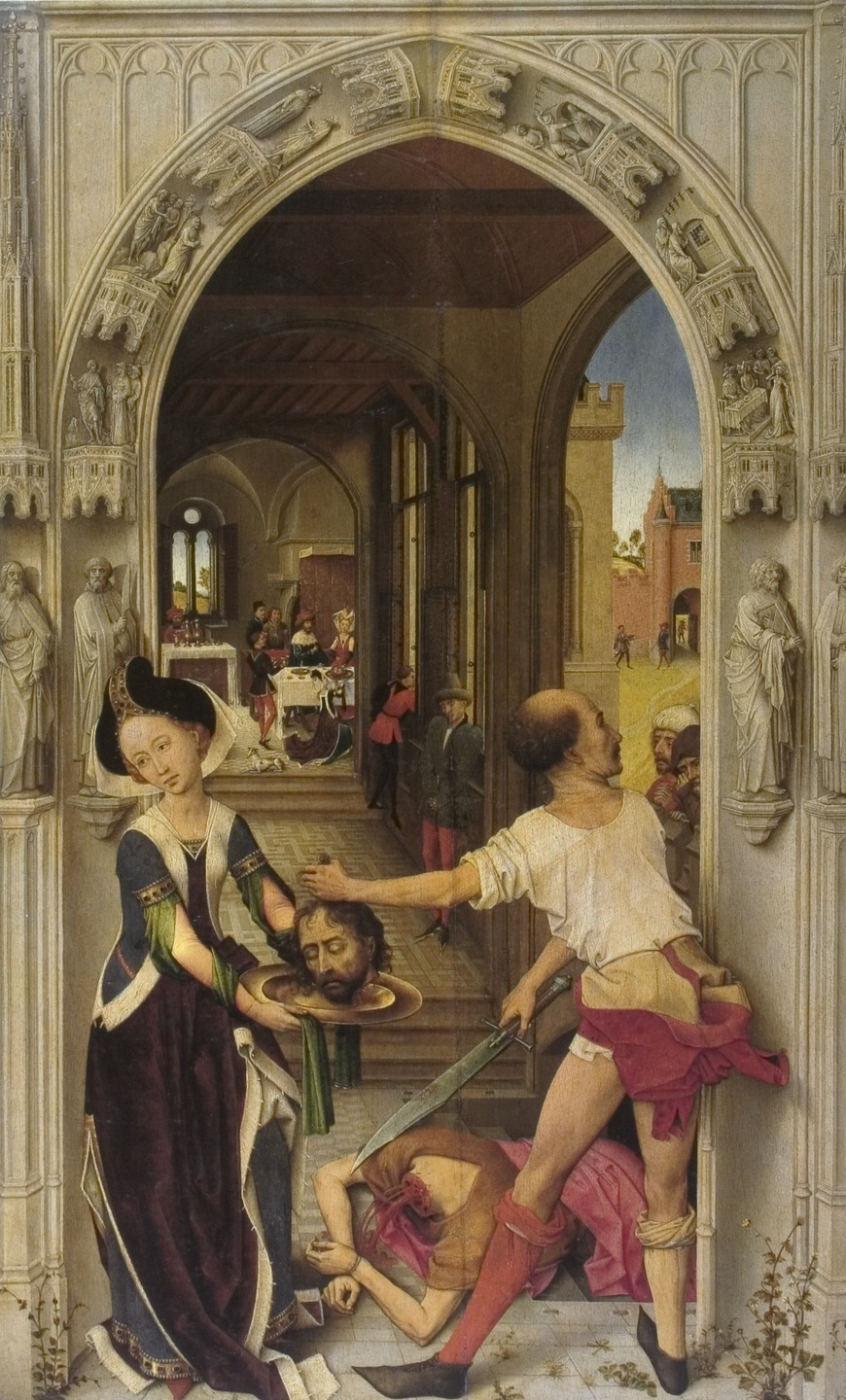
Rogier van der Weyden: Johannesaltar (um 1440). Die Darstellung der biblischen Burg bzw. Festung des Herodes Antipas aus der Frühphase der altniederländischen Malerei.

#### Das Leben auf einer Burg
Die bis heute erhalten gebliebenen hoch- und spätmittelalterlichen Burgen sind oft Ruinen, haben den Status eines archäologischen Denkmals oder wurden frühneuzeitlichen, barocken und letztendlich auch modernen Anforderungen der Museen bzw. ihrer Privatbesitzer fortlaufend angepasst, was bedeutet, dass ihre mittelalterliche Originalausstattung (Putz, Dielenböden, Holzvertäfelungen, Wandbemalungen, Möbel usw.) nicht mehr vorhanden ist. Dadurch lassen sich Aussagen über die Lebensqualität auf einer mittelalterlichen Burg generell nicht pauschal treffen.
Es gibt schriftliche Zeugnisse aus der Neuzeit, welche das Leben auf einer Burg als unkomfortabel und beschwerlich beschreiben, diese haben jedoch einen bestimmten kontextuellen Rahmen. Bereits in der Frühen Neuzeit verloren viele Burgen ihre militärische Bedeutung aufgrund ihrer veralteten Bauweise und wurden zu neuzeitlichen Festungen oder anderweitigen rein militärischen oder landwirtschaftlichen Anlagen ausgebaut bzw. umfunktioniert. Das Wohnen war in diesen Anlagen nicht mehr vorgesehen. Viele Burganlagen sind bis heute in derartig verändertem Zustand erhalten geblieben, welcher häufig als „original“ angenommen wird und zum Teil sehr weitreichende Spekulationen nach sich zieht.
Bei der Erforschung der originalen mittelalterlichen Ausstattung der Räume einer Burg spielen spätmittelalterliche Bildquellen und Kunstwerke eine wichtige Rolle. Diese zeigen z. B., dass die Wände generell verputzt und/oder mit Kalk getüncht und die Fußböden, im preiswertesten Falle, mit einfachen Dielen bedeckt gewesen sein dürften. Die Decken zwischen Stockwerken dürften ebenfalls aus Holz bestanden haben und zum Heizen der Räume waren Kamine üblich. Die Fenster konnten, ob verglast oder mit Pergament bespannt, mit Fensterläden verschlossen werden. Himmelbetten können ebenfalls als belegt gelten, wobei die abgebildeten Dimensionen aller Bettarten im Großen und Ganzen denen der modernen Betten entsprechen, entgegen dem sehr bekannten, aber quellenlosen Narrativ, dass die Betten im Spätmittelalter angeblich so klein gewesen seien, dass die Menschen quasi „im Sitzen“ hätten schlafen müssen.

### Schmutz und Abfall auf den Straßen

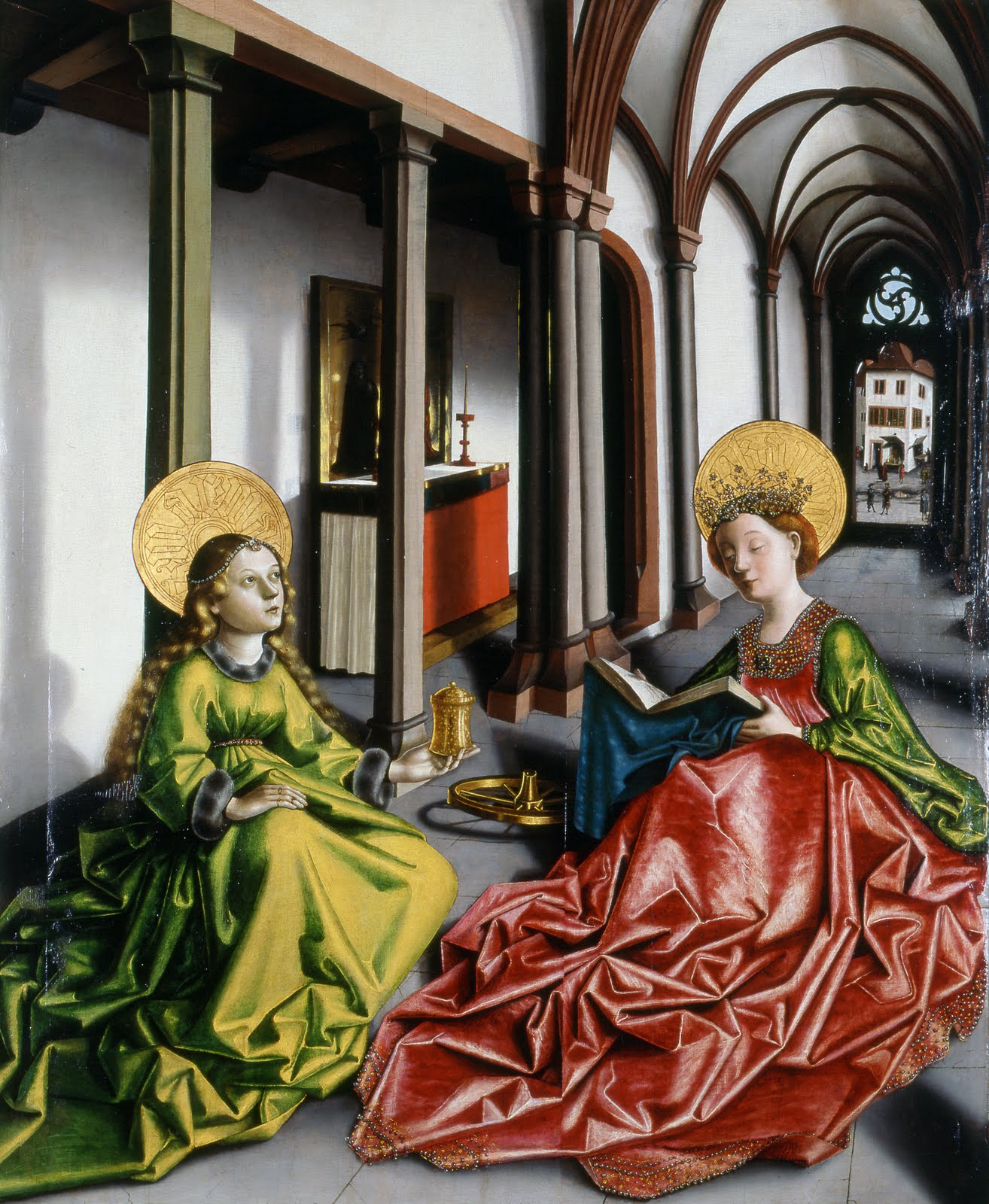
Die Heiligen Katharina und Maria Magdalena (Konrad Witz, um 1440). Im Hintergrund ist eine realitätsnahe Alltagsdarstellung einer ungepflasterten spätmittelalterlichen Stadtstraße zu erkennen.

Es existieren zahlreiche Verordnungen, Beschwerden und Prozessakten aus dem historischen Mittelalter, die sich mit Müllentsorgung beschäftigen. Jene Quellen belegen das Vorhandensein von Ehgräben und z. B. Haufen von Pferdemist und Geruchsbelästigung auf den regulären Straßen, jedoch auch die regelmäßige Räumung all jener durch bezahlte Arbeitskräfte. Toiletten wurden generell an oder über den Ehgräben und Latrinen gebaut und der abgeräumte organische Abfall wurde regulär als Dünger verwendet.
Abgesehen von den modernen Schätzungen bezüglich der historischen Bevölkerungsdichte des Mittelalters existieren auch bildliche Nachweise vom Zustand der Straßen der spätmittelalterlichen Städte Europas (z. B. das Mérode-Triptychon oder Werke von Konrad Witz), meist Teile größerer Abbildungen, die als kontextuelles Beiwerk die Aufgabe haben, einen den Alltag widerspiegelnden Hintergrund zu zeigen. Ein dauerhafter Zustand der abfallbedingten Umweltkrise in den Dörfern und Städten des Spätmittelalters lässt sich anhand vorhandener Quellen demnach weder schriftlich noch archäologisch erfassen. Die in der älteren Literatur immer wieder anzutreffende Art und Weise ein dokumentiertes Einzelereignis zur alltäglichen Lebensstruktur umzudeuten sowie das Benutzen relativ vager Quellenangaben beim Beschreiben des Zustandes einer typischen mittelalterlichen Stadtstraße, wird den heutigen wissenschaftlichen Standards nicht mehr gerecht.
Die typische Beschreibung einer „engen Gasse der mittelalterlichen Stadt voll mit knöcheltiefem Morast aus stinkendem Müll und Fäkalien, durch die man kaum durchkommt“ entspricht de facto einem Ehgraben: Diese waren oft gassenartig zwischen den Häusern angelegt, dienten jedoch nie als normale Durchgangsstraßen und wurden meist nur während ihrer Räumung begangen.
Angesichts der Quellenlage entlehnt sich die Vorstellung einer „dauernd stinkenden im Müll-Morast versinkenden Stadt“, wo sich „permanent Müllberge auf den Straßen türmen“, die Stadtmauer mit „Fäkalien zugepflastert“ und Flüsse „reine Kloaken sind“, höchstwahrscheinlich ebenfalls dem 19. Jahrhundert, als moderne Großstädte wie London jahrzehntelang mit derartigen Zuständen schwer zu kämpfen hatten. Als das am besten dokumentierte und diskutierte Problem der Zeitgenossen des 19. Jahrhunderts gilt der sogenannte „Große Gestank“ in London, der auch immer wieder tödlichen Cholera-Epidemien die Grundlage bot. Das populäre Bild vom „dreckigen Mittelalter“ wäre damit eine Art moderne Sage, in welcher sich verschiedene Ereignisse bzw. Epochen im Verlaufe der Zeit vermischt haben und die sich mittlerweile zu einem kulturellen und massenmedialen Selbstläufer entwickelt hat.

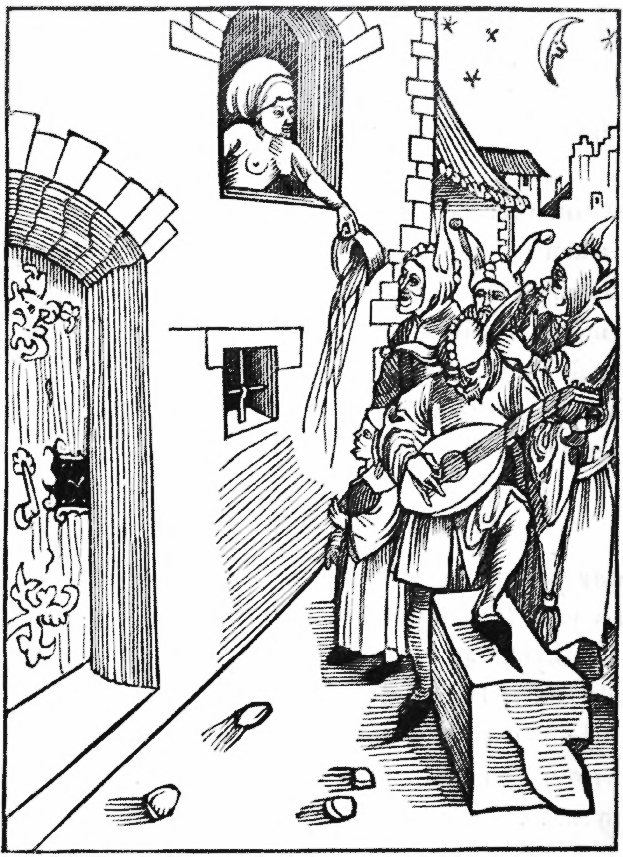
Eine Abbildung aus Sebastian Brants "Das Narrenschiff" (um 1494).

#### Der Nachttopf
Es gibt ein mittelalterliches Bild einer einen Nachttopf auf die Straße kippenden Frau, welches oft als vermeintlicher Beweis angeführt wird, die Menschen im Mittelalter hätten ihren Abfall und Exkremente auf die Straße entsorgt. Es handelt sich bei dieser Quelle dabei aber um einen Ausschnitt aus „Das Narrenschiff“, einem satirischen Stück grobianischer Dichtung, in welchem lärmende Narren absichtlich mit dem Inhalt des Topfes übergossen werden um diese loszuwerden. Diese Handlung wurde und wird falsch interpretiert, indem nur das aus dem Kontext gerissene Bild der Frau im Fenster gezeigt und als „Beleg“ für Müllentsorgung durchs Fenster auf die Straße dargestellt wird.

#### Freilaufende Haustiere
Eine extrem verbreitete Darstellung einer mittelalterlichen Stadt, welche durch nahezu alle populären Medien bedient wird, zeigt Schweine (seltener auch Hühner), welche frei durch die Gassen einer Stadt laufen dürfen und sich vom Müll und Unrat ernähren. Für diese Darstellung gibt es insgesamt eine einzige Quelle; in Giovanni Boccaccios Decamerone gibt es eine Szene, in welcher zwei scheinbar herrenlose Schweine sich über die auf die Straße geworfenen Lumpen eines (Pest-)Toten hermachen und innerhalb einer Stunde verenden. Obwohl diese Szene dazu diente, die Virulenz der Pest und den beispiellosen Verfall der öffentlichen Ordnung zu demonstrieren, wird sie seit jeher als „Normalzustand des Mittelalters“ präsentiert.
Besonders im Spätmittelalter gibt es jedoch zahlreiche Belege für ausgedehnte Regulierung der Viehzucht innerhalb einer Stadt, so dass frei herumlaufende Tiere eher ein Ereignis als alltägliche Struktur darstellten.

### Gesellschaftliches Leben
Der Eindruck vom historischen europäischen Mittelalter, der von den populären Medien immer wieder öffentlichkeitswirksam in Szene gesetzt wird, ist der einer rauen und vom Fatalismus geprägten Gesellschaft, die scheinbar keinen Wert auf allgemeine Lebensqualität in Form von Freude, Kunst oder angenehme Wohnverhältnisse gelegt habe bzw. diese sogar als „sündhaft“ betrachtete.
Dieses Bild wird besonders effektiv in den medialen Darstellungen und Spielszenen durch geringe Farbsättigung der Aufnahmen und ihre künstliche Nachdunkelung erzeugt, was heute als besonders „mittelalterlich“ empfunden wird.

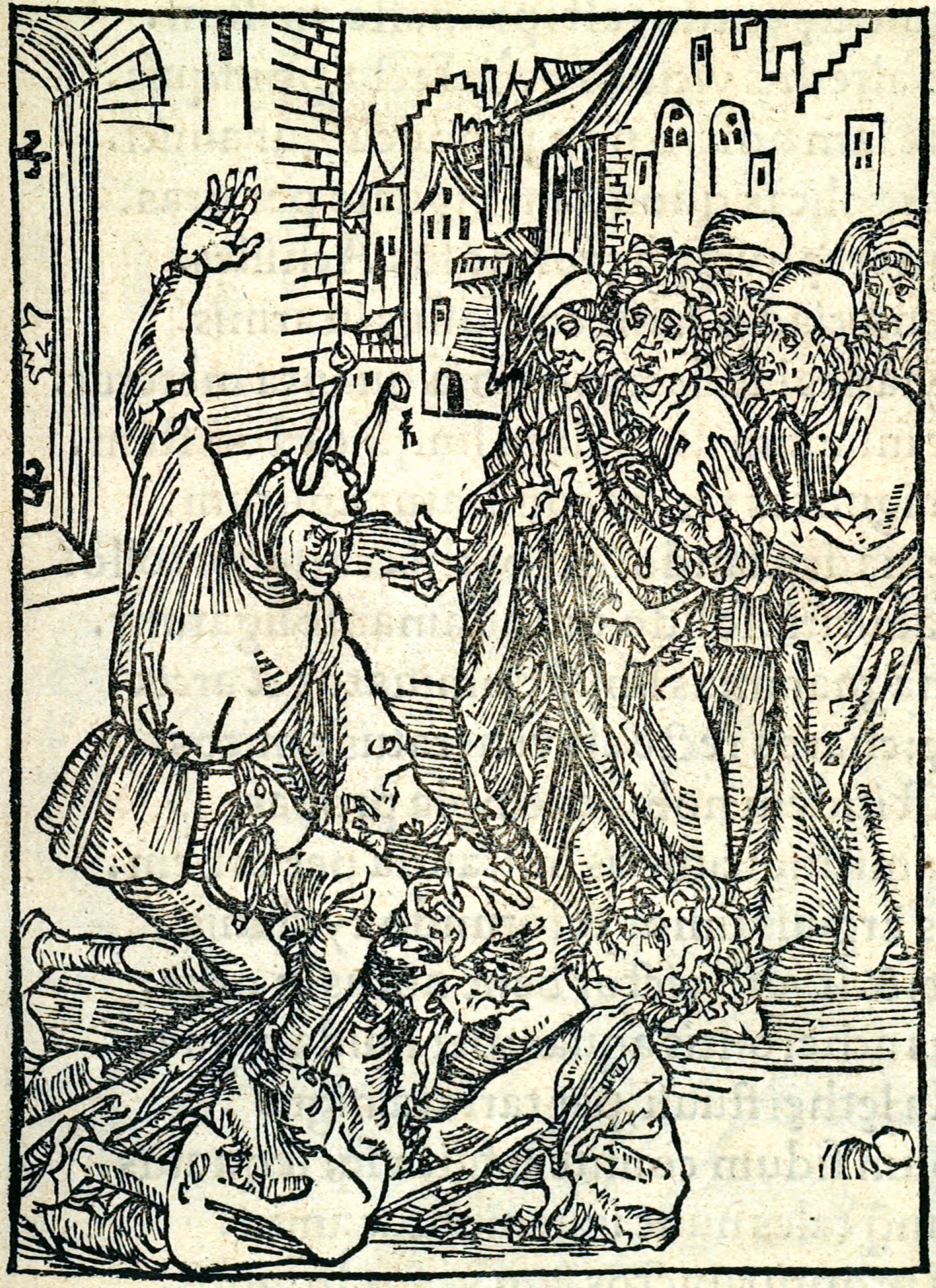
„Von wahrer Freundschaft“; eine Groteske aus S. Brants Das Narrenschiff (1494) - ein satirisches Werk, welches der Literaturgattung des Grobianismus angehört und heute (meist unwissentlich) als Beispiel für mittelalterliche Sitten aufgeführt wird.

#### Sozialverhalten und Benimmregeln
Der typische Mensch des historischen Mittelalters wird in den Medien bis heute relativ unreflektiert als laut, schamlos, unfreundlich, impulsiv und verbal ausfällig dargestellt. Auch Darmwind und Aufstoßen galt dieser Darstellung zufolge nicht als unhöflich, weiters wurde bei jedem falschen Wort gleich die Waffe gezückt, Liebesaffekte öffentlich ausgelebt und (angeblich tägliche) Hinrichtungen als „Unterhaltung“ empfunden.
Es gibt bekannte Autoren wie den Soziologen Norbert Elias und Historiker Philippe Ariès, welche die Menschen des Mittelalters in ihren einflussreichen wie kontroversen Werken wie Über den Prozeß der Zivilisation und Geschichte der Kindheit so darstellen, als wäre ihre Selbstkontrolle, Bindungsverhalten, Schamgefühl und die emotionale Reife im Vergleich zu späteren Jahrhunderten bedeutend niedriger ausgeprägt. Da Ariès’ Hypothesen in Bezug auf die Stellung des Kindes in der mittelalterlichen Gesellschaft fast ausschließlich auf zeitgenössischen Bildquellen bzw. Ariès’ persönlicher Interpretation dieser basieren und Elias’ Aussagen über die angebliche „Unzivilisiertheit“ des mittelalterlichen Menschen größtenteils auf dem direkten Abgleich der Benimm-Bücher verschiedenster Epochen und populären Fehldeutungen fußen (z. B.: Fehdewesen = persönliche Lust auf Gewalt und Quälerei statt gesellschaftliche Institution), werden diese von der gegenwärtigen Forschung aus quellenkritischen Gründen zurückgewiesen.
Eine Auffälligkeit besteht auch darin, dass solcherlei Annahmen fast ausschließlich durch überliefertes Verhalten bzw. Aussagen von Personen „belegt“ werden, welche nicht mehr im historischen Mittelalter lebten. Populärerweise gehören dazu Martin Luther, Ludwig XIV. und Heinrich VIII (Englands); besonders die Letzteren werden, durch ihr für den modernen Repizienten oft skandalöses Verhalten, immer wieder als Paradebeispiel „mittelalterlicher Sitten“ aufgeführt. Das Duell als ein gesellschaftliches Phänomen des 17. Jahrhunderts und das aus heutiger Sicht drastische Strafsystem des elisabethanischen Englands werden bis heute, ähnlich der Hexenverfolgungen, dem Mittelalter zugeschrieben, wodurch das oben geschilderte populäre Bild des mittelalterlichen Menschen zustande zu kommen scheint.
Zahlreiche Schriften, sog. „Benimm-Bücher“, verbreiteten sich ab dem 12. Jahrhundert in ganz Europa und erfreuten sich zunehmender Beliebtheit als didaktisches Mittel. Als ein typisches Beispiel kann „The Book of Courtesy“ (gedruckt 1477 von William Caxton) gelten, welches an Kinder gerichtet ist und unter anderem folgende Benimm-Standards erwähnt:
- angenehmer Gesichtsausdruck
- netter Sprechton
- beim Sprechen soll Augenkontakt aufrechterhalten werden, denn das Schweifen des Blickes bzw. Augenverdrehen könnten als unaufmerksam bzw. unseriös wahrgenommen werden
- man schweige, wenn man aber spricht, denke nach, was man sagt, wo man ist, zu wem spricht man und von wem/was ist die Rede
- sei gesellig, verunglimpfe andere nicht

Jene Benimmkultur und die dazugehörige Literaturgattung richtete sich zwar explizit an Adlige und Bürger, muss jedoch quellenkritisch im Kontext der feudalen Gesellschaft und des Lehnswesens des mittelalterliche Europa betrachtet werden. Eine solche Gesellschaft, welche auf gegenseitigen Abhängigkeiten basierte, legte entsprechenden Wert auf Handlungen, welche den Status einer Person innerhalb dieser Gesellschaft als eine Art „Visitenkarte“ oder „Ausweis“ zur Schau stellten. Dieser Rahmen war für Bauern, Handwerker und Kaufleute genauso wie für den Adel maßgebend und bestimmte ihr Verhalten im Alltag - unsoziales gewalttätiges Verhalten könnte für Adlige wie für Bauern zum Statusverlust in der Gesellschaft und damit zum effektiven Ausschluss aus dieser führen (siehe Vogelfreiheit). Ein solches Rechts- und Gesellschaftssystem ist für Menschen, die in einem modernen Zentralstaat sozialisiert wurden, nur sehr eingeschränkt vorstellbar, was natürlicherweise den Nährboden für Missinterpretationen bereitet.

#### Tischsitten und Essgeschirr

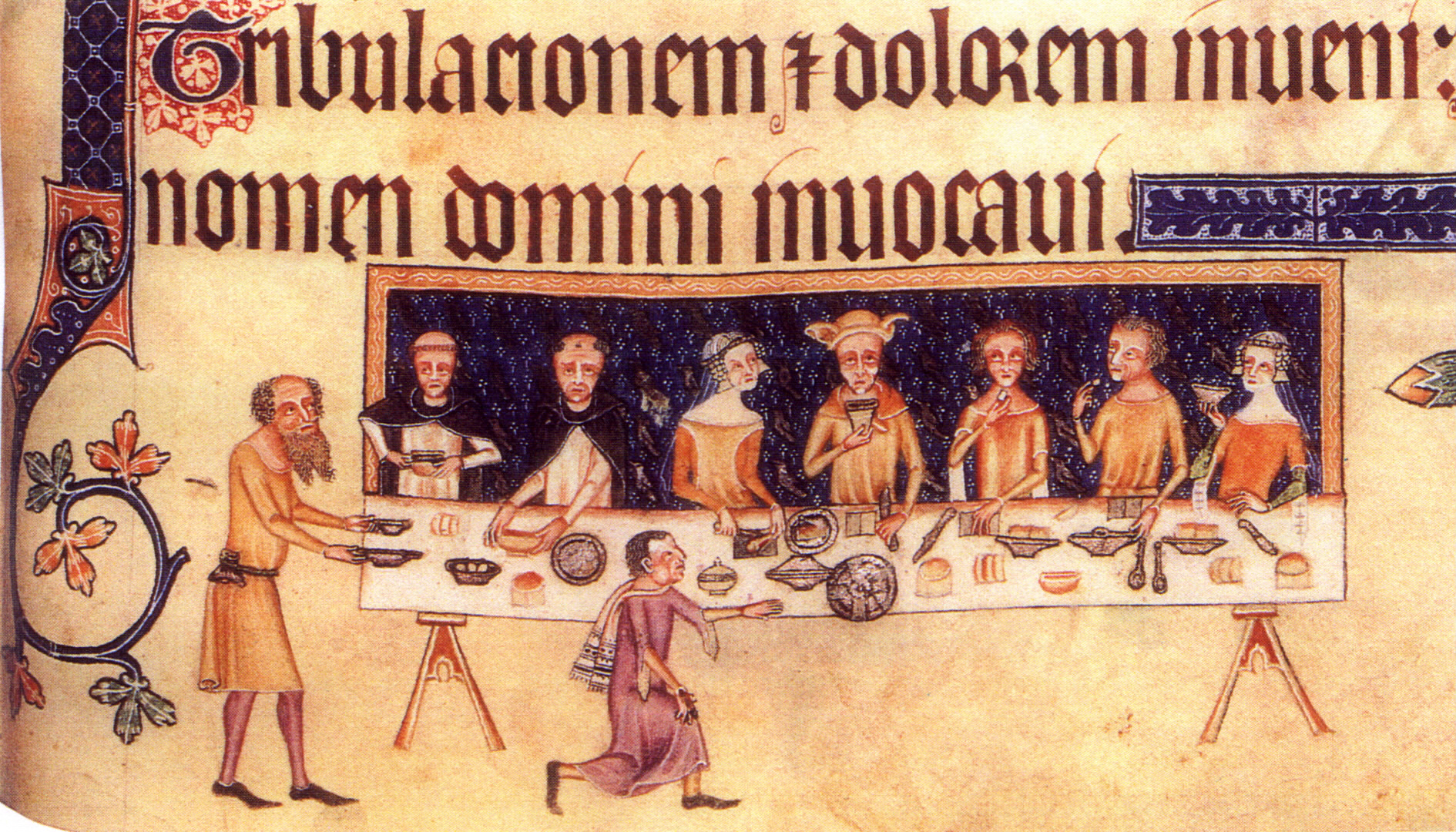
Luttrell-Psalter

Populäre mediale Darstellungen eines mittelalterlichen Banketts stellen dieses sehr oft dar als wildes chaotisches Gelage, wo die Gäste alle Speisen gierig mit den Händen essen, das Fleisch direkt vom Knochen nagen und flüssige Nahrungsmittel oder Getränke ungehemmt herunterstürzen. Das Mahl selbst wird meistens nicht wie ein kultureller bzw. sozialer Akt und/oder gesellschaftliches Ereignis dargestellt, sondern wird als eine reine und formlose Nahrungsaufnahmeprozedur gezeigt die von reichhaltigem Alkoholkonsum begleitet wird und viele kulinarische Elemente aus dem modernen Fast Food - Bereich erkennen lässt.
Bildliche Darstellungen von grobem und derbem Benehmen bei Tisch sind zwar bekannt, diese sind aber in ihrer Mehrzahl grobianischen Werken entnommen worden und stellen somit spätmittelalterlich-neuzeitliche Satire dar. Im Gegensatz dazu sind zahlreiche Tischzuchten in schriftlicher Form erhalten, die ein deutlich differenzierteres Bild von der Tafelkultur des Hoch- und Spätmittelalters zeigen. Das bereits erwähnte „The Book of Courtesy“ (siehe ebd.) enthält auch ein Beispiel solcher Tischzucht: „Das [heiße] Essen nicht anpusten. Kopf und Gesicht während des Essens nicht berühren. Das Messer vom Gesicht fernhalten. Nicht den Gürtel am Tische lose machen. Keine Flatulenz oder Aufstoßen am Tisch. Man soll das Essen nicht einfach ins Salzfass tunken. Nagen am Knochen ist was Hunde tun, nicht Menschen. Kaue nicht mit geöffnetem Mund und stochere nicht in deinen Nägeln oder Zähnen. Am Ende des Essens müssen die Hände so gewaschen werden, dass sie keine Schmutzspuren am Handtuch beim Abtrocknen der Hände hinterlassen.“

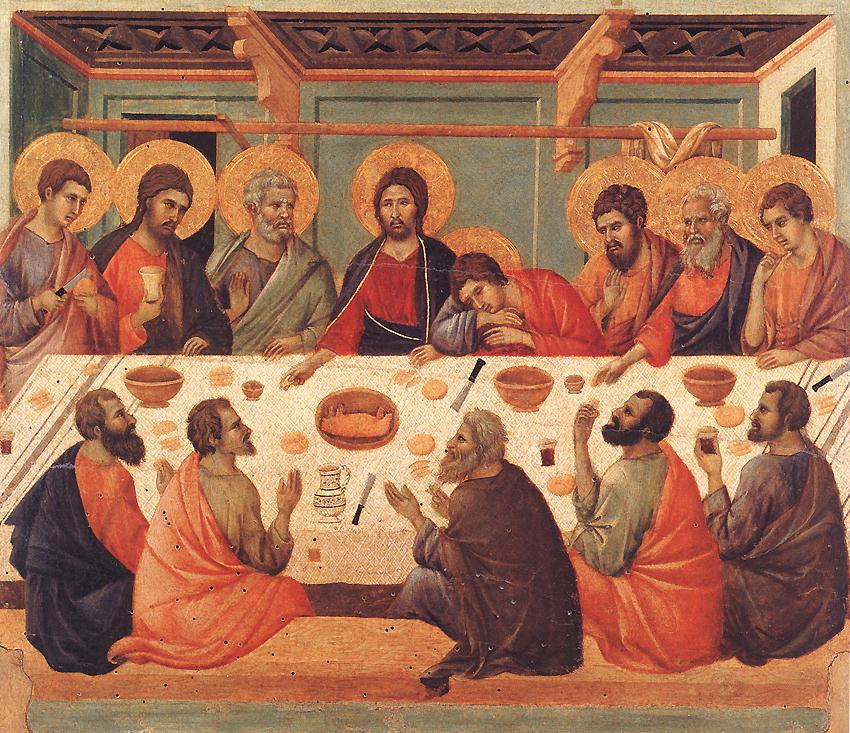
Duccio di Buoninsegna „Das Letzte Abendmahl“ (Tempera auf Holz, ca. 1308 bis 1311)

Das individuelle Geschirr und Besteck des Spätmittelalters gilt durch verfügbare ikonografische Quellen und archäologisches Fundgut als insofern hinreichend erschlossen, dass eine generelle Darstellung der spätmittelalterlichen Tafel relativ klar umrissen werden kann. Als zentrale persönliche Essunterlage wurden laut zahlreichen Abbildungen des Spätmittelalters Stücke geschnittenen Brotes für feste, und Essschalen bzw. -teller für weiche bzw. flüssige Speisen verwendet. Das Schneiden von Brot und das Holen der bereits mundgerecht geschnittenen bzw. tranchierten Speise vom Servierteller wurden mit dem Essmesser oder direkt mit der Hand getätigt, wobei das Brotstück simultan als Essunterlage und als Universalbeilage diente. Daneben gehörten je nach Speise Servier-Schalen, Trinkbecher bzw. Trinkglas sowie Teller und Löffel aus Holz, Keramik und Metall dazu. Die Gabel als persönliches Essbesteck war nicht üblich, stattdessen betrachtete man das Essmesser, ähnlich den Essstäbchen der Fernen Ostens, als eine Art Universalwerkzeug zur Nahrungsaufnahme.
Ab dem 15. Jahrhundert dürfte der sog. Trencher aus Holz, Zinn, und (seltener) aus speziell für diesen Zweck gebackenem Brot als typisches persönliches Geschirrstück gelten, wobei der Trencher üblicherweise sehr flach ausgeführt wurde, sowohl in runder als rechteckiger Form zu finden war und von den Abmessungen her eher den Dimensionen eines Untertellers einer typischen modernen Kaffeetasse entsprochen hat. Diese waren dafür da um feste, bereits mundgerecht geschnittene Speisen, für den individuellen Verzehr zu platzieren. Das Schneiden von Brot und Speise, das Holen der Speise vom Servierteller waren bis zum 15. Jahrhundert die üblichen Aufgaben des Essmessers, im ausgehenden Spätmittelalter wurde das Essmesser zunehmend kleiner, schlanker, und wurde auch als direktes Essbesteck verwendet. Da die Servierpraxis des Spätmittelalters eher dem entsprach, was man heute als service à la française bezeichnet, war es jeder Person vorbehalten, sich die verschiedenen Speisen selbst zu kombinieren, je nach persönlichen humoralpathologischen Bedürfnissen. Ein bereits vorgefertigtes „Tellergericht“ im Sinne des Service à la russe war in dieser Form noch nicht üblich.

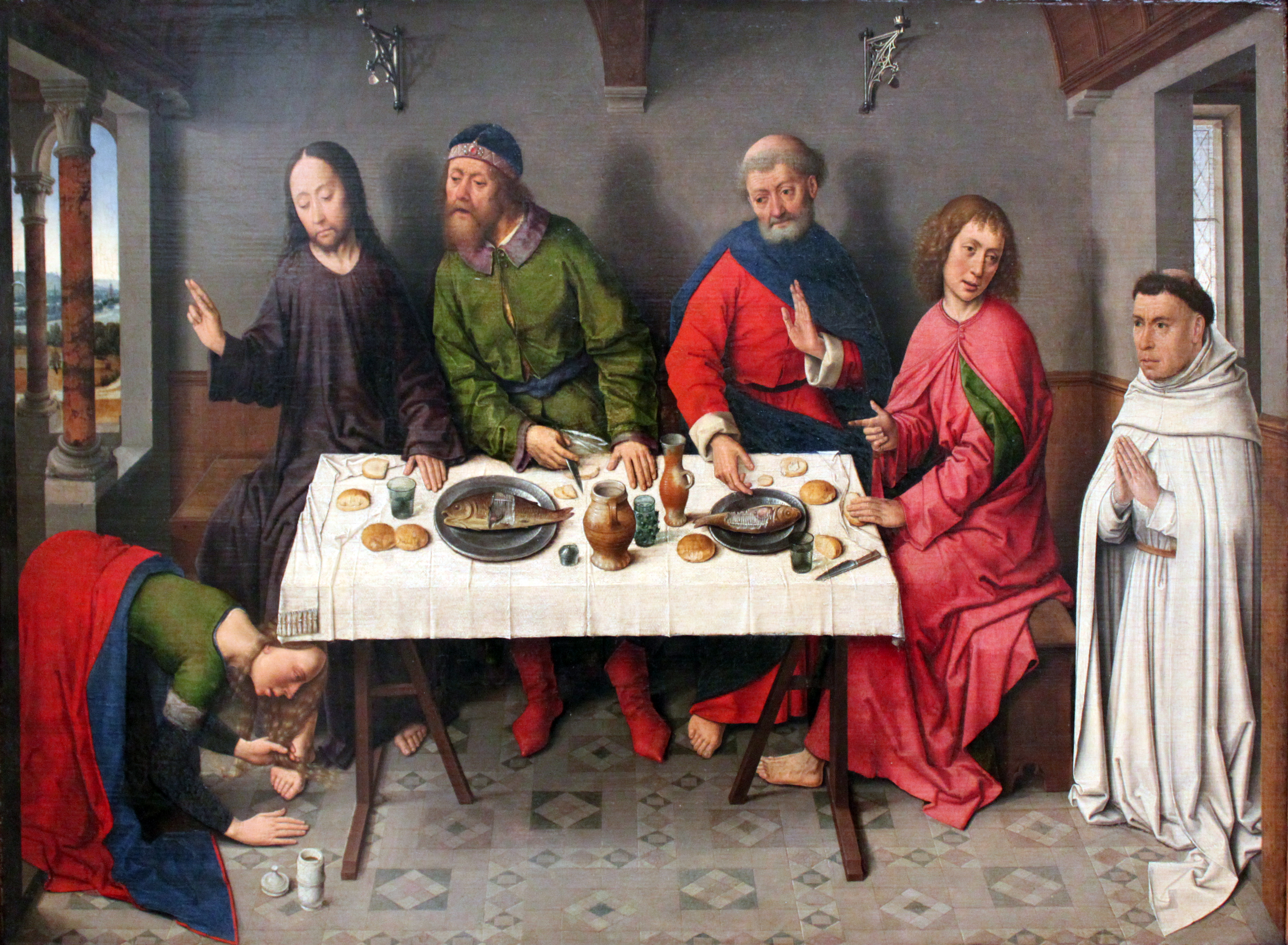
Die Haltung des spätmittelalterlichen Essmessers und die Nutzung der Brotscheibe als „Teller“ (Dierick Bouts um 1460)

##### Messer und Gabel
Auch eine sehr oft rezipierte Vorstellung ist die von der Gabel als ein „Werkzeug des Teufels“, welche demnach angeblich von der katholischen Kirche an der mittelalterlichen Tafel verboten gewesen sein soll. Die heute bekannten Darstellungen des Teufels im historischen Mittelalter zeigen ihn vornehmlich als Tierwesen bzw. eine Art Chimäre ohne den charakteristischen Dreizack. Eine Abbildung aus dem frühen 14. Jahrhundert, die oft als „Beleg“ angeführt wird, zeigt eine Teufelsgestalt mit einem Schürhaken, welcher oft recht frei als „Gabel“ interpretiert wird.
Eine quellengestützte Verbindung bzw. Parallele zwischen Teufel mit Dreizack (der zur typischen Satansdarstellung erst im 19. Jahrhundert erhoben wird) und der Gabel als Besteckteil, oder gar ein verbrieftes Verbot seitens der Kirche, lässt sich für das historische Mittelalter nicht nachweisen.
Der berühmte, oft zitierte Spruch: „God in his wisdom has provided man with natural forks—his fingers. Therefore it is an insult to him to substitute artificial metal forks for them when eating.“ (Gott, in Seiner Weisheit, verlieh dem Menschen eine natürliche Gabel – seine Finger. Deswegen ist es Gotteslästerung, diese beim Essen mit künstlichen Metall-Gabeln zu ersetzen.) stammt aus einem Werk des Kinderbuchautors James Cross Giblin. In der entsprechenden Passage (S. 46) beruft sich der Autor auf kirchliche Würdenträger von Venedig des 11. Jahrhunderts, eine präzise zitierfähige Quellenangabe ist jedoch nicht vorhanden.

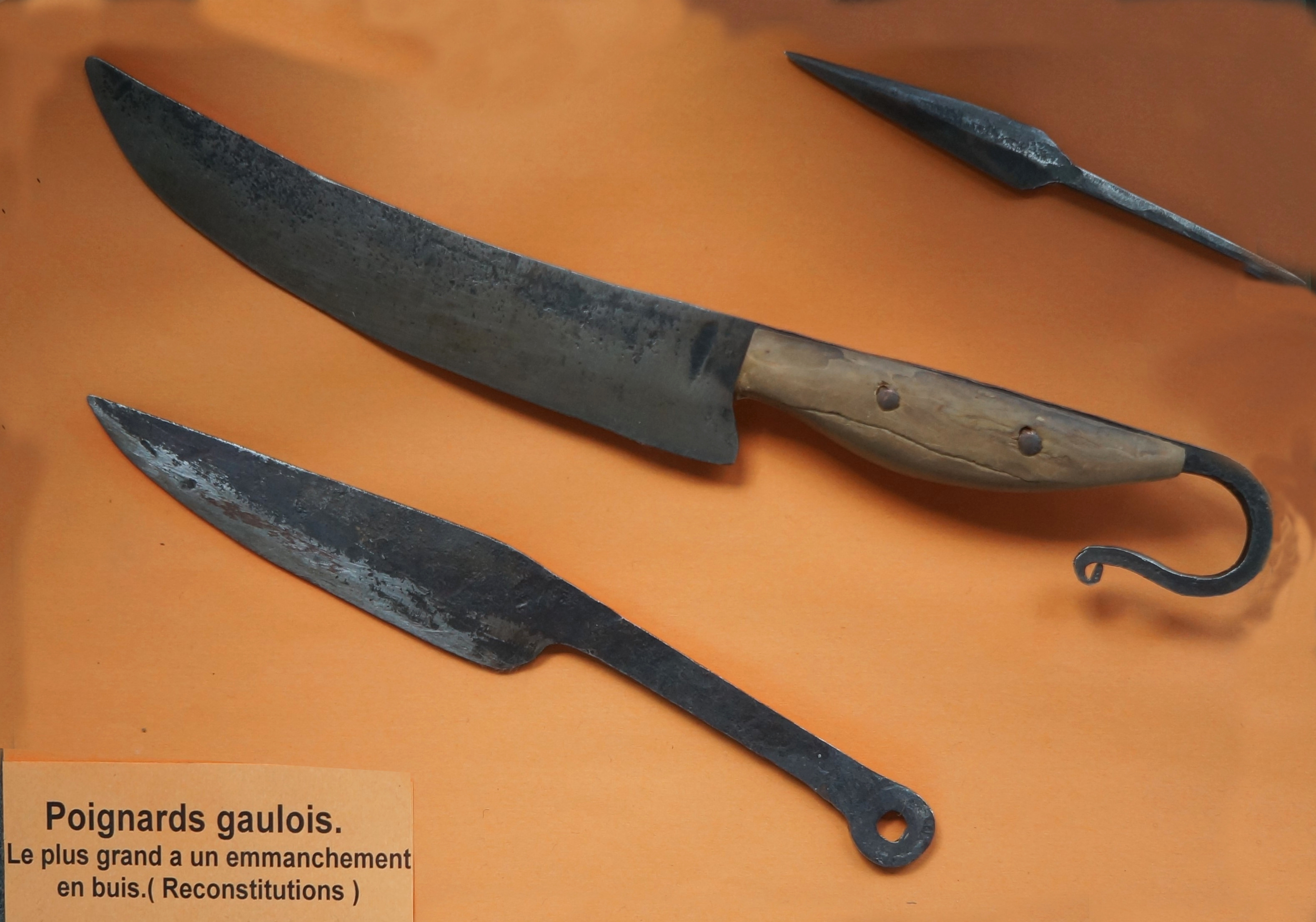
Moderne Repliken der antiken gällischen Messertypen

Ein von Thijs van de Manakker in den 1980er Jahren auf Basis einiger eisenzeitlichen Originale entworfenes und von professionellen Schmieden wie Thomas Nørgård popularisiertes „Wikingermesser“ (auch „blacksmiths knife“, „Frauenmesser“, „keltisches Messer“ etc.) ist im Bereich des Live Action Role Playing sowie in der Reenactment- und Mittelaltermarktszene unter anderem als „mittelalterliches Essmesser“ sehr oft anzutreffen. Da die bekannten archäologischen Vorlagen für dieses Messerdesign allesamt vor dem Frühmittelalter datiert werden, ist keine der o. g. Bezeichnungen für diese Messerart historisch haltbar.

##### Pfriem / Essdorn
Die Verwendung des Pfriems (engl. Pricker) als „Essdorn“ bzw. „Esspfriem“ in der heutigen Reenactment-, LARP- und Mittelalterszene - Szene ist grundsätzlich der belegten Tatsache geschuldet, dass sowohl Messer als auch Pfrieme des ausgehenden Spätmittelalters oft zusammen in der ein und derselben Messerscheide geführt wurden. Da jedoch sonst keinerlei bildliche, schriftliche oder archäologische Quelle den Pfriem als Esswerkzeug belegen kann, muss seine Verwendung als „Essdorn“ als rein spekulativ bezeichnet werden.
Die mittlerweile weit verbreitete Kombination des o.e. Messertyps der vorrömischen Eisenzeit (oder ihrer keltisch-gällischen Varianten) mit einem Pfriem wird gemeinhin als „typisches mittelalterliches Essbesteck“ wahrgenommen, wobei der Pfriem aus ästhetischen Gründen mit denselben stilistischen Merkmalen wie das Messer ausgestattet ist. Diese Kombination ist gänzlich modern und hat keinerlei mittelalterliche Vorlagen, da sie im Prinzip auf archäologischen Artefakten basiert, welche zeitlich anderthalb Jahrtausende auseinander liegen.

##### Knochenwerfen
Eine mittelalterliche Tischsitte, jener nach das Werfen von abgenagten Knochen nach hinten oder unter dem Tisch nicht nur erlaubt, sondern sogar geboten war, ist nicht nachweisbar. Die Idee einer solchen Sitte an sich stammt ursprünglich aus der frühestens im 14. Jahrhundert niedergeschriebenen „Hrólfs saga kraka“, einer isländischen Saga, wo in einigen Passagen ein ganzer Haufen aus abgenagten Knochen erwähnt und eine bestimmte Person immer wieder am Esstisch durch gezielte Knochenwürfe im modernen Sinne gemobbt wird.
Diese spätmittelalterliche literarisch-mythische Erzählung ist gegenwärtig die einzige greifbare Erwähnung des Knochenwerfens als „Tischsitte“ und ist hiermit weder für Germanen der Spätantike, noch Wikinger oder Ritter des Hoch- und Spätmittelalters ein Beleg für die Realität einer solchen Praxis.

#### Verwendung von Farben
Die breite und gezielte Verwendung von verschiedensten Farben für Kleidung, Wohnräume, sakrale und weltliche Einrichtungen ist quellentechnisch sehr gut gesichert. Die Vorstellung eines „farblosen“ und „bleichen“ Hoch- und Spätmittelalters lässt sich im Wesentlichen auf eine zunehmende mediale Darstellungsgewohnheit ab der 2. Hälfte des 20. Jahrhunderts zurückverfolgen, denn selbst in den 1940er Jahren war die optische Darstellung des Mittelalters in Filmen wie Heinrich V. (1944) noch von aufwendigen und farbenfrohen Kostümen geprägt.

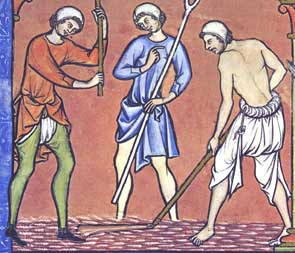
Pierpont Morgan Library, New York, Ms M. 638 (um 1250)

#### Kleidung
Die Kleidung des gesamten Mittelalters war zum Teil sehr von der zeitlichen und geografischen Verortung abhängig, dennoch gibt es gemeinsame Elemente, welche mehr oder weniger vom Früh- bis zum Spätmittelalter hindurch Bestand gehabt haben.
- Die Tunika überdauerte als primäres Obergewand von der Spätantike (siehe Funde aus dem Thorsberger Moor) bis zum 16. Jahrhundert.
- Verschiedene Modelle eines Wendeschuhs aus Leder stellten im denselben Zeitraum die dominierende Schuhart dar.
- Die Hose (Frühmittelalter, in Kombination mit Beinwickeln) und die Beinlinge zusammen mit der Bruoch (ab dem 11. Jahrhundert) waren von allen Bevölkerungsschichten durchgehend im Gebrauch.

Jener historisch belegte Bekleidungsstil ist in den massenmedialen Darstellungen sehr selten anzutreffen. Zum Ersten ist die generelle Unkenntnis dieses Stils weit verbreitet, und zum Zweiten gibt es moderne dramaturgische Konventionen innerhalb der Unterhaltungs- und Filmindustrie, welche zur Verwendung moderner Stoffe und Kleidungsstücke wie Sicherheitsschuhe, Lederjacken mit Metallbeschlägen, Pelzgarnituren („Schulterfelle“) und Jute-Textilien tendierten.
Solche Darstellungen prägen das öffentliche Bild vom Kleidungsstil des Mittelalters bis heute; die Ausstattung dieser Art ist zum Ersten relativ preiswert und zum Zweiten bedient es die sich bereits verfestigte Erwartungshaltung des Publikums.

#### Musik
In vielen musiktheoretischen und kunsthistorischen Publikationen sowie Lehrbüchern und populärwissenschaftlichen Inhalten wird bis heute die Ansicht vertreten, die Musik des Mittelalters bestünde bis hin zur Renaissance fast ausschließlich aus monophoner Kirchenmusik. Da oft nur die Kleriker lesen konnten, hatte die Kirche quasi ein Musik- und Kunstmonopol inne, welches die Weiterentwicklung der Musik ausbremste, nur einstimmige Gesänge zuließ und angeblich höchstens hochrangigen Adeligen und Königen weltliche Musikaufführungen an ihren Höfen erlaubte.
Die Vorstellung, dass es im Frühmittelalter nur Kirchenmusik gab, geht vor allem aus der Tatsache hervor, dass es die fast einzige Musikart ist, welche in dieser Epoche eindeutig nachgewiesen werden kann. Mit dem Aufkommen der Troubadour-Tradition im 11. und der Mensuralnotation im 13. Jahrhundert wird die weltliche Musik des Hoch- und Spätmittelalters quellentechnisch greifbar (siehe: Soziales und kulturelles Milleu der Trobadordichtung). Zahlreiche bis heute erhalten gebliebenen Manuskripte wie Carmina Burana, Cantigas de Santa Maria, Manuscrit du Roi, Roman de Fauvel, British Library Add MS 29987, Llibre Vermell de Montserrat, Poésies von Guillaume de Machaut sowie Werke von dutzenden namentlich bekannten Minnesängern und Trouvère sind ein klarer Beleg für die Blüte der weltlichen Musik und Dichtkunst während des gesamten Hoch- und Spätmittelalters, welche auch nachweislich weit jenseits eines königlichen Hofstaates anzutreffen war.
Die ersten Hinweise auf Polyphonie innerhalb des Gregorianischen Chorals sind noch vor dem 10. Jahrhundert erfassbar (siehe: Gregorianischer Gesang und mittelalterliche Mehrstimmigkeit) und die vereinzelten Sanktionen gegen neuere Musikrichtungen wie z. B. das Verbot der Ars Nova in der Kirchenmusik um 1325 durch Johannes XXII. haben sich, historisch gesehen, kaum durchsetzen lassen.
Das populäre Bild vom mittelalterlichen Spielmann wurde seit den 1980er Jahren maßgeblich durch Bands wie Tippelklimper, Spilwut, Corvus Corax und In Extremo geprägt; rauer Gesang, große Lautstärke, Marktsprech und „finster-mittelalterliche“ Fantasie-Kostüme prägen gegenwärtig die Erwartungen der Allgemeinheit. Es handelt sich dabei jedoch um eine komplett moderne musikalische Darbietungsweise, die ursprünglich in der DDR ihren Anfang nahm (siehe Musik der Mittelalterszene) und welche im Grunde eine Spielart des Punk darstellt.

### Einseitige und ungesunde Ernährung
Tatsächlich war die Ernährung der niederen Stände weniger entbehrungsreich, als heute oft angenommen wird. Der durchschnittliche Fleischverbrauch pro Kopf war im Mittelalter ca. siebenmal so hoch wie im Mitteleuropa des 19. Jahrhunderts und immer noch höher als zu Beginn des 21. Jahrhunderts. Während der mittelalterlichen Warmzeit waren Missernten viel seltener als später, was den sozialen und technischen Fortschritt sowie die Expansion der Siedlungsräume ermöglichte. So ist zwischen dem 11. und 13. Jahrhundert ein rascher Bevölkerungszuwachs nachweisbar, welcher nur bei ausreichender Ernährung stattfinden konnte.
Klimatisch und jahreszeitlich bedingte Schwankungen in der Erntemenge und Nahrungsverfügbarkeit gab es zu allen Zeiten (Hunger im späten Winter, Hungerkatastrophen als Einzelereignisse wie z. B. Hungersnot von 1315–1317), eine permanente Hungersnot lässt sich im Hoch- und Spätmittelalter aber nicht nachweisen (→ Wetteranomalien der 1430er Jahre).

#### Fader überwürzter Brei
Dieser Oxymoron stammt originär aus der deutschen Living-History-Szene und ist im Grunde eine ironisch-satirische Reaktion auf das extrem verbreitete Narrativ, wo die mittelalterliche Küche als fad, geschmacklos und kaum genießbar dargestellt wird, wo man aber gleichzeitig davon ausgeht, dass die Speisen stark überwürzt gewesen sein sollen. Ungesalzener Haferbrei und die generelle Abwesenheit von tierischen Nahrungsmitteln auf dem Tisch der einfachen Leute gehört dabei zu den häufigsten Vorstellungen, welche auch in seriösen akademischen Kreisen ihren Niederschlag finden.
Der Gedanke, dass sich die mittelalterlichen Bauern tierische Produkte und Nahrungsmittel, die sie ja selbst produziert haben, angeblich nicht leisten konnten, ist zwar ein Widerspruch in sich, erfreut sich aber ungeachtet dessen einer breiten Bekanntheit.
Selbst wenn man von der Abwesenheit der konkreten zeitgenössischen Belege für eine strukturelle Alltäglichkeit und durchgehende Normalität einer solchen faden Ernährungsweise absieht, wäre diese schon aus rein ernährungsphysiologischen Gründen eine dauerhafte Mangelernährung, welche mittelfristig zu schwerer Krankheit und letztendlich zu Tode führen würde. Eine durchschnittliche Person braucht bis zu 6 Gramm Salz pro Tag, wobei Natrium und Chlorid als lebenswichtige Elektrolyte ständig mit dem Schweiß verloren gehen und zu 90 % über das der Nahrung zugesetzte Speisesalz zugeführt werden müssen.
Ein adäquat gedeckter Kalorien-, Protein- und Vitaminbedarf sowie die angemessene Zufuhr der notwendigen Mineralstoffe und Spurelemente waren und sind das Fundament für die nachhaltige Arbeitsfähigkeit und (das im Hoch- und Spätmittelalter sicher belegte) Wachstum der Bevölkerung, welches bei ständiger Mangelernährung und daraus resultierender sehr hoher Sterberate rein physiologisch nicht möglich gewesen wäre.

#### Das Muos
Das in den spätmittelalterlichen deutschsprachigen Quellen vielfach anzutreffende Wort muos wird heute gemeinhin als Püree oder Brei im modernen Sinne verstanden, seine tatsächliche sprachliche Bedeutung entspricht jedoch eher Begriffen wie „Essen“, „Mahlzeit“ oder „Speise“. Die Auffassung vom muos als eine Art blanker Haferbrei und die damit verbundene Idee dass eben solcher Haferbrei die Hauptspeise des Mittelalters wäre, hat seinen Ursprung in der Feststellung dass der Hafer als Getreide während der letzten zwei Jahrtausende auf den Britischen Inseln und besonders in Schottland aufgrund der verfügbaren Ackerböden und des Klimas das wichtigste Grundnahrungsmittel darstellte. Im Gegensatz zu den Britischen Inseln spielte im mittelalterlichen und frühneuzeitlichen Mitteleuropa der Roggenanbau die zentrale Rolle, was sich durch pollenanalytische Untersuchungen belegen lässt und was in der Verwendung von Mehl bzw. Grieß und zerkleinertem Brot zur Zubereitung von Gerichten in den Quellen wie z. B. Das Buch von guter Speise dem Liber de Coquina und Le Viandier seinen möglichen Niederschlag findet. Der Hafer als Zutat ist in diesen Werken nicht anzutreffen.
Mehrere Rezepte aus dem „Buch von guter Speise“ (55:1-55:5, 64:1-64:5, 62:1-62:5, 75:1-75:5, uva.), welche die gehobene Küche der Mitte des 14. Jahrhunderts repräsentieren, zeigen die Grundstruktur eines muos, welcher seit dem Hochmittelalter neben Brot zu den Grundgerichten der mittelalterlichen Tafel gehörte. Angegeben ist eine Getreidebasis (hier Reismehl), Mandelmilch als Bindemittel bzw. Ersatz für Milchprodukte während der Fastenzeit, dazu kommt Protein (hier Fisch, Eier, Geflügel) und Obst oder Gemüse als Ergänzung (hier Lauch, Äpfel, Birnen, Pflaumen, Nüsse). Butter und Schmalz dienten dabei als Geschmacksträger und rundeten das Gericht ab. Die moderne Vorstellung vom (spät)mittelalterlichen muos als reine ungesalzene Getreidegrütze auf Wasserbasis dürfte hiermit nur bei den niederen Bevölkerungsschichten im Rahmen einer gravierenden Hungersnot, bei extremster Verteuerung landwirtschaftlicher Produkte oder während andauernder stark destruktiver Kriegshandlungen als realitätsnah angenommen werden.

#### Verdorbenes Fleisch und Gewürze

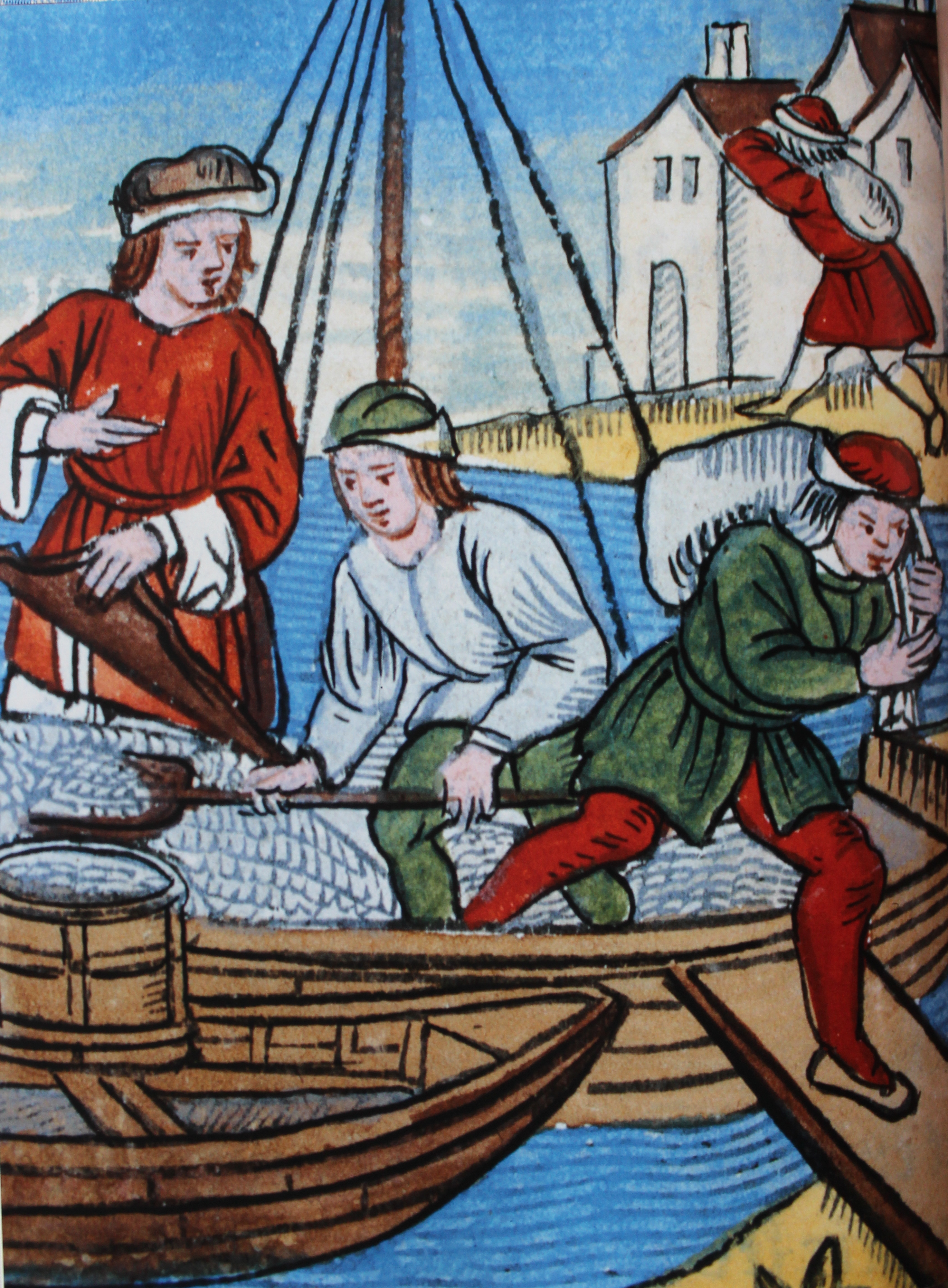
Salzhändler aus dem 15. Jahrhundert in Paris

Eine immer wieder thematisierte Vorstellung besagt, dass die Menschen des Mittelalters sehr viele Gewürze verwendet haben, damit diese den Geruch und Geschmack des verdorbenen Fleisches überdecken und es damit wieder genießbar machen. Diese Vorstellung geht primär auf ein Werk des Journalisten J.C. Drummond zurück, der eine solche Behauptung aufstellte und mithilfe seines fragwürdigen Umganges mit den Quellen zu verteidigen versuchte.
In Verbindung mit dieser Einzelmeinung steht auch die Vorstellung, dass sich nur vermögende Menschen des Mittelalters Gewürze leisten konnten, wobei immer von exotischen Gewürzen ausgegangen wird, die von weit her importiert werden müssen. Die einfache Bevölkerung musste sich laut dieser Vorstellung mit ungewürzten Speisen zufriedengeben.
Eine große Palette an einheimischen und preiswerten Gewürzen, die bis heute selbst in der Haute Cuisine Verwendung finden, wird jedoch fast immer ausgeblendet, genauso wie typische ovo-lacto-vegetarische Produkte der bäuerlichen Tierhaltung. „Das Buch von guter Speise“ (um 1350) nennt außer importierter Gewürze wie Pfeffer, Ingwer, Zimt und Safran unter anderem auch petersilie, salbey, zwiboln (Zwiebeln), kuemel (Kümmel), ezzig (Essig), minzzen (Minze), knobelauch (Knoblauch), luebstickel (Liebstöckel), anis, aschlauch (Lauch/Porree/Breitlauch), epfele (Äpfel), birn (Birne) - alles Nutzpflanzen, die in bäuerlichen und bürgerlichen Gärten preiswert angebaut werden konnten. Auch sind ständige Erwähnungen der eyer (Eier), smaltz (Schmalz) und spec (Speck) ein Hinweis auf die breite Verwendung dieser Lebensmittel.

#### Salz
Der Preis von Salz betrug, am Beispiel des Jahres 1390, 2 Gulden pro „Hut“ bzw. Scheibe. In Anbetracht der zeitgenössischen Preise und des Gewichtes des besagten Hutes von um die 75 kg waren kleinere Mengen Salz für den Hausgebrauch selbst für Bauern und Handwerker durchaus erschwinglich. Bei einem Salzhut von 75 kg zum obigen Preis und Umrechnungskurs von 1 Gulden = 216 Pfennig konnte sich theoretisch selbst ein Handlanger der zweiten Hälfte des 14. Jahrhunderts mit 10 Pfennig Tageslohn etwa 170 g Salz für einen Zehntel dieses Verdienstes leisten (siehe Preise im Mittelalter), was bei einem Verbrauch von 4 bis 6 Gramm pro Tag für einen ganzen Monat reichen würde.

#### Der „Ewige Eintopf“
Das Bild von mittelalterlichen Bauern bzw. Bürgern die einen Kessel im ständig brennendem Feuer über Tage, Wochen oder gar Monate unter kontinuierlicher Zugabe von verschiedensten Lebensmitteln stehen und köcheln ließen zum Zwecke einer ständig verfügbaren geschmacklich vielfältigen und warmen Mahlzeit, stammt aus dem Buch „Food in History“ von Reay Tannahill.
Da dieses Werk bzw. seine Autorin jedoch keinerlei historische Quellen als Beleg für die Existenz einer solchen Praxis im europäischen Mittelalter angibt und Nachforschungen anderer Fachleute auch keine Belege ausfindig machen konnten, muss das Konzept vom mittelalterlichen „ewigen Eintopf“ als reine Fiktion betrachtet werden, welche bestenfalls durch moderne Kochmethoden der asiatischen Küche inspiriert wurde.
Grundsätzlich ist auch festzuhalten, dass der Eintopf in seiner heutigen Form ein Gericht der Moderne ist, welches höchstens auf vereinzelte historische Vorbilder verweisen kann. Als Übergang vom getreidebasierten muos bzw. pottage des Spätmittelalters und der Neuzeit bis hin zu den Eintopf-Gerichten des Ersten Weltkrieges kann z. B. die Rumfordsuppe betrachtet werden, welche bereits rein auf Hülsenfrucht-Basis zubereitet wurde und als ausgesprochen preiswert galt. Im Verlauf des 19. Jahrhunderts verdrängten mit der Einführung des industriellen Massenanbaus verschiedene Hülsenfrüchte, die Kartoffel und der Weißkohl aufgrund ihrer breiten Verfügbarkeit und des niedrigen Preises nach und nach das Getreide als Grundzutat, die sich dabei ergebenden Zutaten-Kombinationen haben im historischen europäischen Mittelalter nur sehr wenige nachweisbare Entsprechungen.

#### Verseuchtes Wasser
John Snow, der als einer der Pioniere der modernen Epidemiologie gilt, machte sich zur Aufgabe, den Ursprung der Cholera-Erkrankung zu ermitteln. Bei einer erneuten Cholera-Epidemie in London fiel ihm auf, dass die Menschen, welche sich aus einem bestimmten Brunnen in der Broad Street versorgten, besonders stark betroffen waren. Er untersuchte die Gegend und befragte die Leute, wobei er entdeckte, dass die Angestellten der „Lion“-Brauerei, die sich ebenfalls auf der Broad Street befand, kaum oder gar keine Cholera-Fälle zu beklagen hatten. Laut dem Eigner der Brauerei bekamen die Arbeiter täglich eine bestimmte Menge „malt liquor“ (Dünnbier). Snow sah seine Hypothese dadurch bestätigt, dass sich Cholera über das Trinkwasser verbreite, öffnete die Pumpe, und es wurde festgestellt, dass das Wasser Eigenschaften aufwies, die für Kontamination mit Abwasser charakteristisch sind - ein Abwasserkanal verlief neben dem Brunnen in Entfernung von nur einigen Metern.
Dieser dokumentierte Fall diente offenbar seit jeher als Inspiration bzw. Vorlage für die Vorstellung, dass die Menschen im historischen Mittelalter kein Wasser tranken, da es angeblich regelmäßig durch Müll und Latrinen verseucht wurde, und Bier an der Stelle die gesündere Alternative gewesen wäre. Nichts davon ist für das historische Mittelalter in dieser Form belegbar.
Die vorhandenen Quellen sprechen von Wasser als Alltagsgetränk aller Gesellschaftsschichten, wobei die Qualität und Herkunft des Wassers genauso wie heute berücksichtigt wurde. Die aus denselben Quellen ersichtliche Bevorzugung von Wein, Dünnbier, Obstsäften, Hypocras etc. geht vor allem auf kulinarische Vorlieben und humoralpathologische Vorstellungen des Mittelalters zurück und nicht auf die generelle Ungenießbarkeit des Wassers, denn die absolute Mehrheit der Bevölkerung lebte damals außerhalb der Städte und hatte freien Zugang zu Regen- und Quellwasser direkt aus der Natur, z. T. weit entfernt von jeglicher gewerblicher Nutzung.
Brunnen, welche sich in relativer räumlicher Nähe zu Latrinen befinden, sind archäologisch nachgewiesen, die zeitliche Streuung dieser Anlagen ist jedoch oft sehr heterogen, was bedeutet, dass die aktive Nutzung jener nie gleichzeitig erfolgte. Ebenfalls belegt sind mögliche Brunnenreste, welche, vermutlich nach ihrer aktiven Nutzung als Wasserquelle, als Abfallgrube verwendet und entsprechend verfüllt wurden. Die Darstellung, dass Latrinen und Brunnen routinemäßig nebeneinander und zeitgleich betrieben wurden, und ein Brunnen bisweilen simultan als Wasserlieferant, Latrine und/oder Müllgrube diente, ist demzufolge eine fundamentale Missinterpretation.
Das Narrativ vom gesundheitsschädlichen Wasser des Mittelalters ist jedoch vor allem dadurch auffällig, da es sehr oft die Cholera-Vibrionen als Kontaminant des Wassers benennt, eine bakterielle Erkrankung mit sehr spezifischen Symptomen, welche in Europa vor den 1830er Jahren nicht belegt ist.

#### Rauschmittel
Die den Germanen und Wikingern oft zugeschriebene Praxis des Fliegenpilz-Konsums als Rauschmittel für den bevorstehenden Kampf (siehe Berserker) wird zum ersten Mal vom schwedischen Naturforscher Samuel Lorentz Ödmann um 1784 behauptet. Zeitgenössische mittelalterliche oder anderweitige archäologische oder forensische Quellen, die für diese Praxis sprechen würden, sind der Forschung nicht bekannt.

##### Alkoholismus
Aufgrund der Tatsache, dass die gesamtmittelalterliche Produktion von Wein und Met regional auf Weinbaugebiete und bestimmte Waldregionen (siehe Zeidlerei) beschränkt waren, mussten diese Getränke in vielen Ländern und Gegenden importiert werden, was sich in ihrem Preis niederschlug. Das im Haushalt selbst aus verschiedenen Getreidesorten für den Eigenbedarf gebraute obergärige Dünnbier war dagegen das am häufigsten erwähnte, in großen Mengen konsumierte und historisch sehr gut belegte alkoholische Getränk des Mittelalters, welches sich durch einen tendenziell geringen Alkoholgehalt und die Verwendung der Grut- statt Hopfenwürze sowie Anwendung der Spontangärung (vergl. Lambic, Geuze) auszeichnete.
Eine Gleichsetzung eines grut-gewürzen Ale bzw. Dünnbier mit um 1,5 % alc. mit den heutzutage gebrauten untergärigen gehopften Bieren von 5 % alc. ist kaum bis gar nicht möglich, diese unzulässige Gleichsetzung ist jedoch auch die Hauptquelle für die verbreitete aber irrige Vorstellung, die Menschen des Mittelalters wären ständig betrunken angesichts der überlieferten täglich konsumierten Dünnbier-Mengen. Jene Dünnbiere wären in der Praxis eher mit den modernen Malz- und Leichtbieren vergleichbar und könnten auch unter Umständen, je nach Stammwürzgehalt, sogar in unserem modernen Sinne als alkoholfrei bezeichnet werden.

### Abwesenheit der Hygiene- und Badekultur

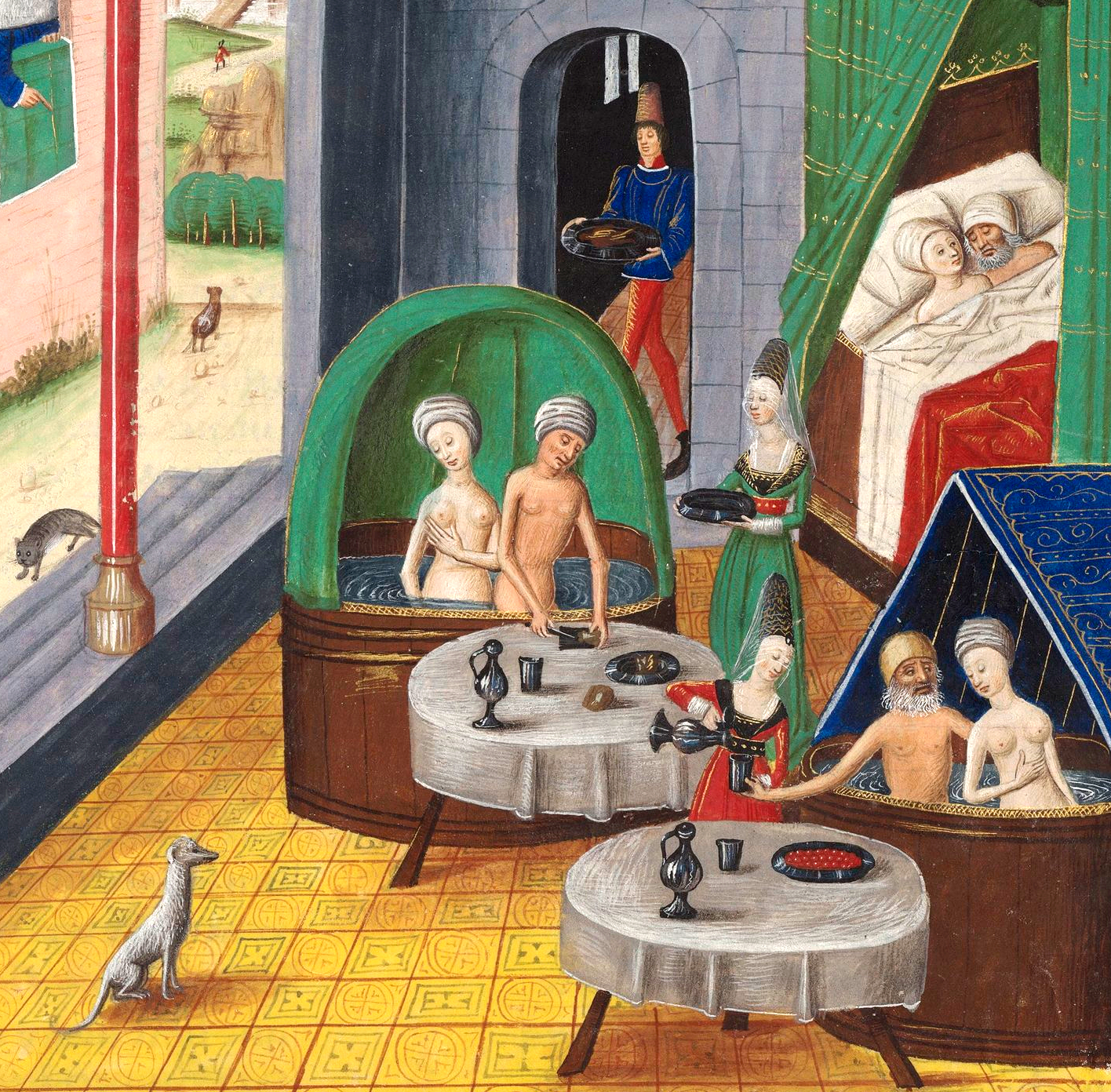
Eine Abbildung (ca. 1450–75) zu Facta et dicta memorabilia vom antiken römischen Schriftsteller Valerius Maximus, welche den Lebensstil und Ausschweifungen der Antike aus spätmittelalterlicher Sicht darstellt.

Zahlreiche Badehäuser sind in mittelalterlichen Städten archäologisch belegt. In zeitgenössischen Schriften wird zu ausgedehnter Körperpflege und Hygiene gemahnt (z. B. Passionibus Mulierum Curandorum von Trotula, Regimen Sanitatis Salernitanum aus dem Umfeld der Schule von Salerno, Compendium Medicinae von Gilbertus Anglicus). Wie auch zu anderen Zeiten und in anderen Ländern war Hygiene eine persönliche Angelegenheit. Besonders im Nordeuropa finden sich seit dem Frühmittelalter hölzerne Badehäuser und Dampfbäder, wie sie bis heute in Skandinavien und Osteuropa verwendet werden.
Es gibt mehrere frühmittelalterliche Texte von Autoren wie Ibn Fadlān oder dem Gesandten des Al-Hakam II., die sich über die hygienischen Gepflogenheiten des Abendlandes negativ äußerten. Solche Quellen sind generell problematisch, da sie die hygienische und rituell-religiöse Reinheit besonders aus muslimischer Sicht nicht hinreichend unterscheiden. Auch ist oft nicht klar, von welchen Bevölkerungsschichten die Rede ist, was die Einordnung der Aussagen dieser Quellen zusätzlich erschwert. Die oft geäußerte Einschätzung, dass die abendländische Badekultur, nachdem sie in der Spätantike unterging, mit den Kreuzzügen aus dem Orient nach Europa wieder eingeführt wurde, muss wesentlich differenzierter betrachtet werden, denn außer der Nutzung der Therme nach spätrömischem Vorbild durch Karl den Großen existieren archäologische Belege für Badehäuser bereits kurz vor den Kreuzzügen (siehe Waldschlössel: Baubestand im letzten Drittel des 11. Jahrhunderts).
Die Vorstellung, dass Baden eine ungesunde Tätigkeit ist und auch vermieden werden soll, lässt sich durchaus für das 16. und 17. Jahrhundert belegen; vor allem die Idee, dass Wasser die Poren der Haut öffnete und somit die Krankheiten hinein ließ, hatte im Zuge der barocken Syphilis- und Pockenepidemien ihre Befürworter. Solche Auffassungen stehen zwar im Gegensatz zu medizinischen Vorstellungen des Mittelalters, werden jedoch offensichtlich auf dieses regelmäßig projiziert.

#### Badehäuser als Bordelle
Die Frage, ob die Badehäuser des Spätmittelalters Dienste von Prostituierten anboten, lässt sich durch Quellen nur schwer erfassen; während dies für einige Städte im Südenglands relativ klar belegt werden kann, gibt es im deutschsprachige Raum des Spätmittelalters für solcherlei Betrieb kaum dokumentierte Nachweise.
Durch diesen Umstand sind bezüglich der generellen Häufigkeit von Prostitution in Badehäusern des Mittelalters nur mehr oder minder spekulative Schätzungen möglich, welche aber keineswegs als „historische Fakten“ aufgefasst werden dürfen. Spätmittelalterliche und frühneuzeitliche Illustrationen zu antiken Texten (siehe Bild rechts) oder zu biblischen Passagen welche Laster und Ausschweifungen darstellen, sind als „Belege“ für die grundsätzliche Funktion der Badehäuser als Bordelle zwar populär, jedoch aus fachlicher Sicht kaum belastbar.

#### Strenger Körpergeruch
Es existieren mittelalterliche Quellen, welche für den Adel und die Stadtbürger des Hoch- und Spätmittelalters einen Vollbad-Turnus von einer bis zwei Wochen nahelegen. Dadurch ist der moderne Rezipient oft geneigt zu glauben, dass die Menschen des Mittelalters einen ständigen und typischen Schweißgeruch gehabt haben müssten.
Abgesehen von der täglichen Individualwäsche jenseits des Vollbades beruht diese Vorstellung jedoch auf einer Fehleinschätzung: die moderne Kleidung besteht fast ausschließlich aus einer Kombination von Baumwolle und Kunstfasern, welche optimales Milieu für Schweiß zersetzende Bakterien bieten. Die Stoffwechselprodukte dieser Bakterien verursachen letztendlich das, was man als Schweißgeruch wahrnimmt. Die alltägliche Funktionskleidung des gesamten Mittelalters bestand insgesamt aus zwei Stoffarten, Leinen und Schafwolle, welche aufgrund ihrer physikalischen und chemischen Eigenschaften (Atmungsaktivität, Dichte der Fasern usw.) eine viel weniger geeignete Grundlage für die Bakterienvermehrung und entsprechende Geruchsentwicklung geboten haben.

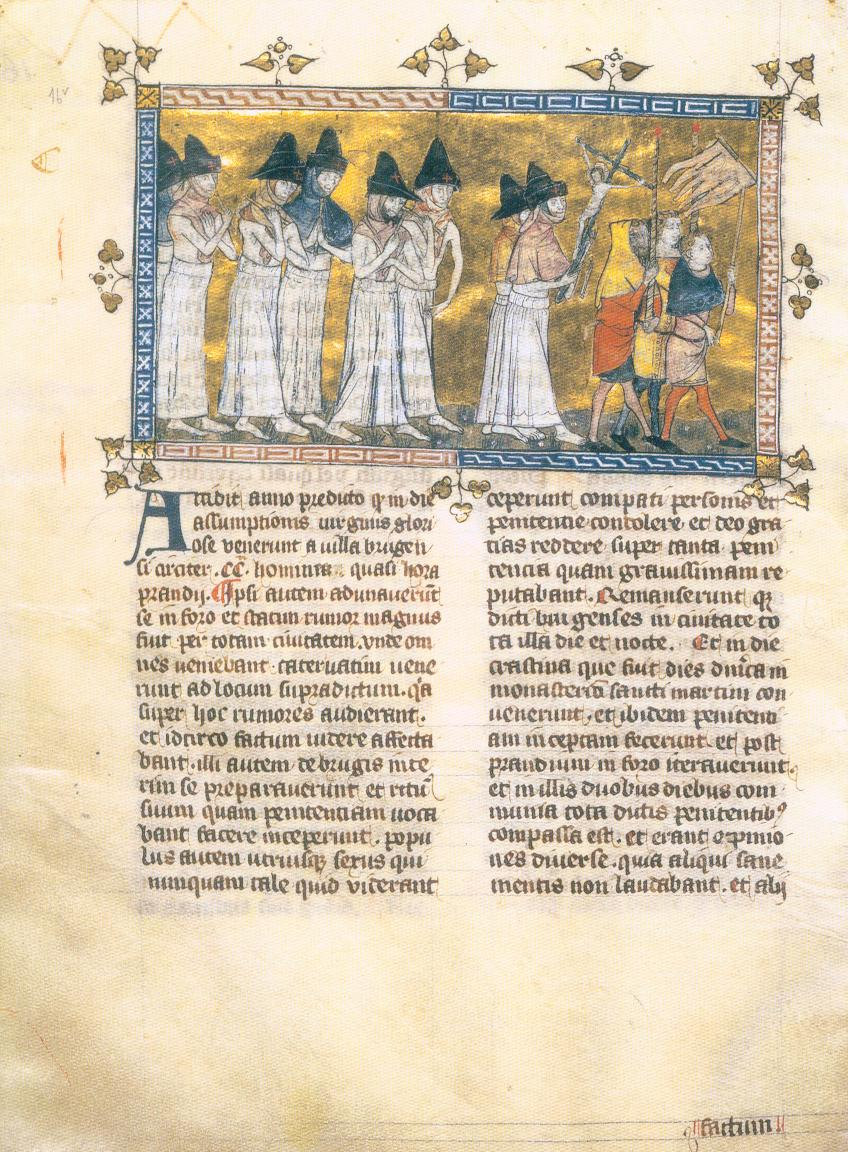
Darstellung der Geißlerzüge in der Chronik von Gilles Li Muisis um 1350, Königliche Bibliothek Belgiens

### Pest als typisch mittelalterliche Krankheit

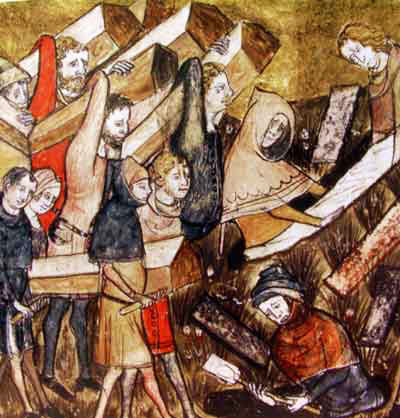
Begräbnis von Opfern der Beulenpest in Tournai. Teil einer Miniatur aus den Chroniken des Abtes Gilles Li Muisis (1272–1352), Königliche Bibliothek Belgiens

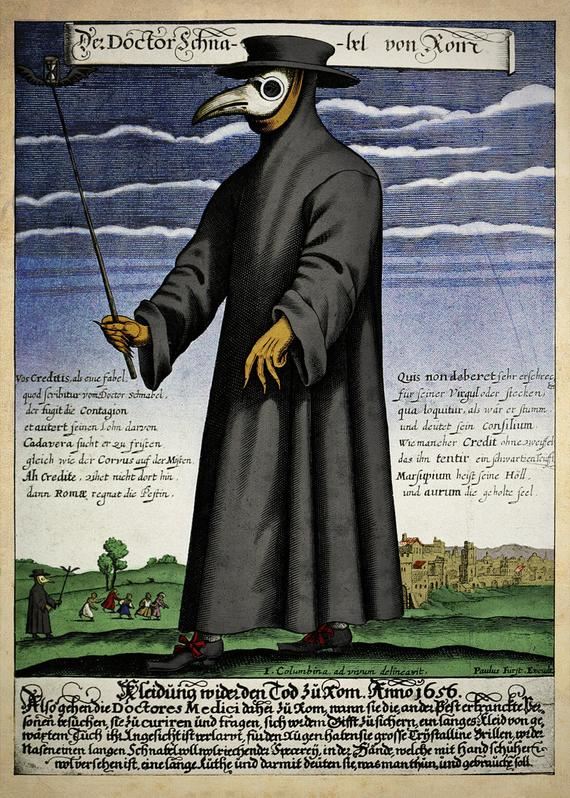
Der Doctor Schnabel von Rom, (ca. 1656), Kolorierter Kupferstich eines Pestdoktors von Paul Fürst, der früheste Nachweis einer sogenannten „Pestmaske“ welche fälschlicherweise mit dem Mittelalter assoziiert wird.

Abwegig ist die Einschätzung, das gesamte Mittelalter sei von der Pest dominiert gewesen. Zwischen der Justinianischen Pest und der spätmittelalterlichen Pandemie lagen vom 8. bis zum 14. Jahrhundert mehr als 500 „pestilenzfreie“ Jahre. Da es sich um eine für sie bislang unbekannte Seuche handelte, waren Gelehrte und Ärzte zunächst ratlos und mit der bis dahin nie erlebten Mortalitätsrate überfordert, als der Schwarze Tod in Europa ankam. Die mittelalterliche Gesellschaft erlebte die Pandemie von 1347 bis 1353 als ein beispielloses apokalyptisches Erlebnis, man glaubte, das Ende der Welt sei gekommen (siehe Flagellanten).
Die anfängliche Hilflosigkeit bei der Behandlung der Krankheit konnte nur mit der Zeit und Erfahrung ausgeglichen werden. Es zeigt sich auch, dass die nachfolgenden (eher lokalen) Epidemien wegen der immunologischen Anpassung der Bevölkerung und dank medizinischer Erkenntnisse bei Weitem nicht mehr so dramatisch verliefen.
Laut den Erkenntnissen der Genetik war der Erreger, der für die spätmittelalterliche Pandemie 1347–1353 verantwortlich war, ein zu dieser Zeit neu entstandener Stamm von Yersinia pestis.
Da die modernen für Tier und Mensch gefährlichen Yersinia-Varianten von diesem Urtyp (oder eventuell seinen Varianten) abstammen und sich untereinander nur wenig unterscheiden, geht man davon aus, dass die extreme Virulenz des mittelalterlichen Yersinia-Typs mit mangelnder Immunität der Bevölkerung (was bei neuen und aggressiven Erregern oft der Fall ist) und den ungünstigen gesellschaftlichen Verhältnissen zusammenhängt.

#### Infektions- und Übertragungswege
Neueste epidemiologische Modelle weisen darauf hin, dass eine Übertragung der Pest durch humane Ektoparasiten wie Kopf- und Kleiderläuse und den Menschenfloh mehr als wahrscheinlich erscheint, denn die Art und Geschwindigkeit der Ausbreitung der Pest Mitte des 14. Jahrhunderts decke sich viel besser mit der Hypothese der direkten Ansteckung durch zwischenmenschlichen Kontakt ohne Umweg über den Rattenfloh. Historische Augenzeugenberichte, wie z. B. jener von Giovanni Boccaccio, berichten übereinstimmend von der Übertragung der Pest durch Kontakt mit der Kleidung und dem Hausrat Infizierter, ganz ohne Beteiligung von Ratten.
Mangelnde Hygiene und Fehlen medizinischer Kenntnisse, wie es oft in modernen Medien dargestellt wird, waren demzufolge bei Weitem nicht die alleinigen Ursachen der Pandemie. Ausgehend von der Ektoparasit-Hypothese der Übertragung der Pest ist anzumerken, dass nur moderne Insektizide den entscheidenden Behandlungsvorteil über die Ektoparasiten brachten, denn entgegen der landläufigen Meinung ist regelmäßiges Körper- und Haarewaschen relativ wirkungslos gegenüber Läusebefall.

#### Die Ratten
Die mediale Gewohnheit einen Pestausbruch mit zahlreichen und überall herumlaufenden Ratten stilistisch zu hinterlegen, stellt im Großen und Ganzen eine Rezeption der revolutionären Entdeckung des Paul-Louis Simond dar, welcher 1898 den Übertragungsweg der Pest durch den Rattenfloh nachwies.
Obwohl die neuere Forschung die Relevanz dieses gesonderten Übertragungsweges durch den Xenopsylla cheopis für mittelalterlich-europäische Epidemien mittlerweile massiv in Frage stellt (siehe Übertragsungweg der Pest) und eine sichtbare Rattenplage bzw. massives Rattensterben im Gegensatz zu Berichten aus Indien des späten 19. Jahrhunderts für das europäische Mittelalter nicht nachgewiesen werden kann, enthalten viele Darstellungen mittelalterlicher Pestepidemien in den Medien bis heute zum Teil stark dramatisierende mit Ratten besetzte Szenen.
Die mittelalterliche Yersinia-Variante im 13. bis 14. Jahrhundert war wahrscheinlich in China entstanden und kann damit nicht für Epidemien der Spätantike und des Frühmittelalters verantwortlich sein.

### Die Rolle der Kirche

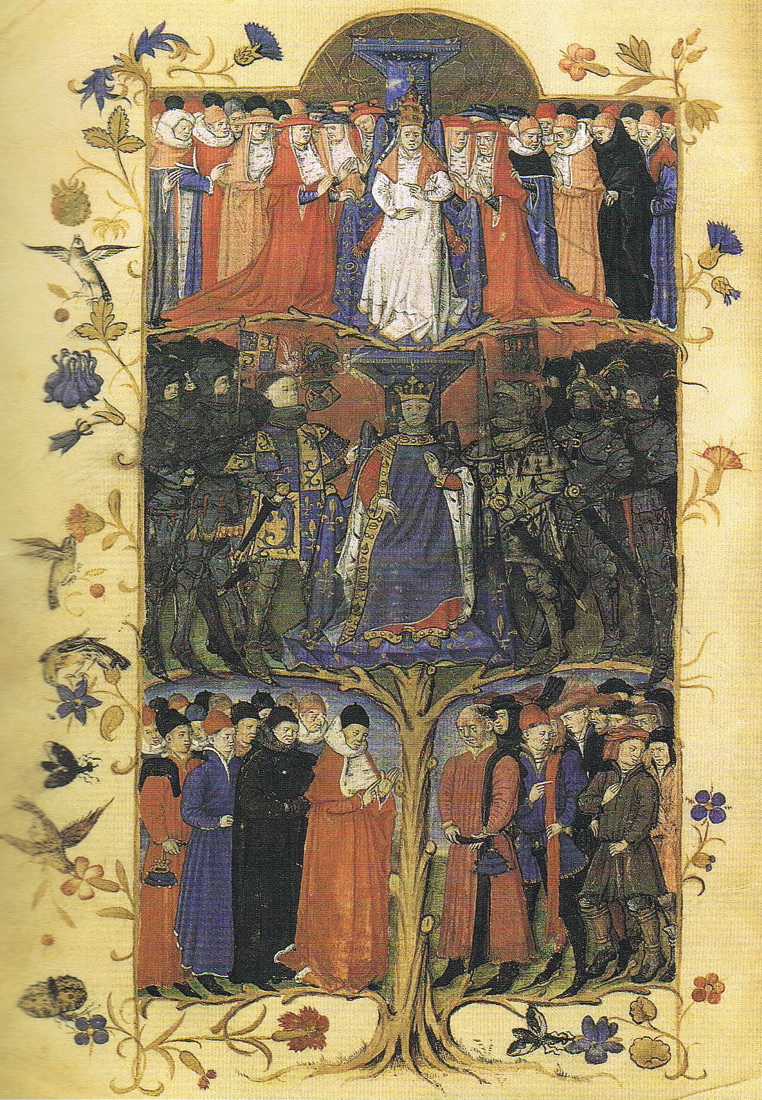
Idealtypische Darstellung der mittelalterlichen Ständegesellschaft aus dem 15. Jahrhundert mit Papst an der Spitze (Bibliothèque de l'Arsenal)

Der verbreitete Topos von der katholischen Kirche als eine Art totalitäre Rechts- und Moralinstanz des europäischen Mittelalters wurde vor allem von dem englischen Historiker John William Draper (1811–1882) in Szene gesetzt. Der Topos lässt sich bis in das 17. und 18. Jahrhundert zurückverfolgen, wo Gelehrte wie Blaise Pascal, René Descartes, Thomas Hobbes, Jean-Jacques Rousseau, John Locke und andere an der ablehnenden Haltung der Kirche gegenüber sozialen, wissenschaftlichen und wirtschaftlichen Neuerungen Kritik geübt haben. Bereits Anfang des 19. Jahrhunderts urteilte Arthur Schopenhauer in einem Aphorismus, dass das Mittelalter „jene Zeit [gewesen sei], wo die Fäuste geübter waren als die Köpfe und die Pfaffen die Vernunft in Ketten hielten.“
Vor allem das Vorgehen der katholischen Kirche im Zuge der Rekatholisierung und die Aktivitäten sowie das öffentliche Bild des Jesuitenordens bildeten die Grundlage für die weitgehend konkrete zeitgenössische Kritik der o. g. Philosophen und Gelehrten, welche im 19. und 20. Jahrhundert politisch und literarisch ausgeschmückt wurde (vgl. Darstellung des Bernard Gui von Umberto Eco oder des Kardinals Richelieu bei Alexandre Dumas).
Entgegen dieser neuzeitlich-modernen Auffassung hatte die katholische Kirche im historischen Mittelalter nicht den Einfluss, den sie nach dem Mittelalter während der Gegenreformation (ab 1545) auf Politik und Gesellschaft ausübte. Ihre Handlungsoptionen waren im Hoch- und Spätmittelalter demnach deutlich eingeschränkter. Zahlreiche Laienbewegungen wie Beginen und Begarden, Spiritualen, Waldenser und Katharer existierten mitunter jahrhundertelang, ohne dass die Kirche etwas gegen ihre Existenz ausrichten konnte. Den Katharern gelang es, im Languedoc eine nahezu unabhängige Kirche mit ihrer eigenen Verwaltung und Machtstruktur aufzubauen. Sie konnte nur mithilfe einer massiven militärischen Intervention im Albigenserkreuzzug (1209–1229) zerschlagen werden. Das Abendländische Schisma spaltete zusätzlich das Papsttum, sodass der König und Kaiser Ludwig IV. in direkten Konflikt mit Papst Johannes XXII. treten konnte. Er wurde selbst der Häresie bezichtigt (siehe Konflikte mit dem Kaiser und Armutsstreit) und verteidigte seine Machtposition (siehe Der Armutsstreit und der kirchenpolitische Kampf Ludwigs des Bayern).

#### Inquisition
Die Schaffung der Inquisition ab dem 13. Jahrhundert war die Konsequenz. Ihre Hauptaufgabe bestand darin, die Anhänger einer Häresie zum Widerruf zu bekehren, damit sie sich wieder freiwillig zur offiziellen kirchlichen Lehre bekennen und ihre häretischen Verfehlungen reumütig beichten. Aktive Hexenverfolgung gehörte, entgegen der verbreiteten Vorstellung, nicht dazu. Die Todesstrafe durch Verbrennen war nur denen vorbehalten, die als „verstockte“ und immer wieder rückfällige Häretiker in Erscheinung traten und jegliche Kooperation verweigerten (siehe Prozess und Hinrichtung von Marguerite Porete).
Doch selbst zu Zeiten der spätmittelalterlichen Inquisition lässt sich am Beispiel des Armutsstreits zeigen, dass päpstliche Bullen oder offizielle kirchliche Lehren und Stellungnahmen selbst von geistlichen Orden nicht so eifrig befolgt wurden wie es heute oft vorgestellt wird, so dass diese immer wieder mit Nachdruck ermahnt werden mussten.
Die Idee einer mittelalterlichen Kirche, die in der Art und Weise eines totalitären Zentralstaates alle ständig in ihrem Denken und Handeln überwacht und bei Übertritten sofort und hart bestraft hat, ist als eine Projektion der Moderne zu erkennen.
Das in vielen Filmen und Spielszenen verbreitete Bild von den Inquisitoren des Spätmittelalters als eine Art Kläger, Richter und Henker in einer Person, welche die totalitäre Macht besitzen einfach Menschen nach persönlichem Gutdünken zu ergreifen, beschuldigen, einsperren und hinzurichten, entspricht nicht der historischen Realität, denn die Trennung zwischen geistlicher und für das Führen von Prozessen und das Vollstrecken von Urteilen zuständiger weltlicher Gerichtsbarkeit, sowie das von den katholischen Geistlichen erhaltene Weihesakrament (welches z. B. körperlichen Kontakt mit Blut verbietet), schließen derartiges Auftreten von vornherein aus.
Das typische Bild des Inquisitors ist demnach ein Konstrukt der Moderne, welches besonders im Bereich des historischen Romans und der Filmkunst als Haupt-Antagonist gern verwendet wird.

#### Die Hexen
Die Entwicklung der Hexenvorstellung der Neuzeit lässt sich relativ klar im Verlauf des Spätmittelalters zurückverfolgen, denn die Idee einer mit dem Teufel im Bunde stehenden explizit weiblichen Person, welche durch Zauberei, geheimes Wissen oder bestimmte Zubereitungen wie der Hexensalbe Schaden zufügen oder Vorteil schaffen kann, formuliert sich erst im 15. Jahrhundert, wobei der Einfluss des „Hexenhammers“ von Heinrich Kramer als zentral betrachtet werden muss.
Die Position der katholischen Kirche des Mittelalters gegenüber vermeintlichen Magiern und Zauberern war bis zum 13. Jahrhundert von der Vorstellung geprägt, dass diese im Grunde keinerlei wirkliche Macht besessen haben die Geschicke des Menschen, die Natur oder das Wetter zu beeinflussen, da diese Macht nur Gott allein zugesprochen werden konnte. Erst im ausgehenden Spätmittelalter fand eine langsame Veränderung dieser Position statt, welche schlussendlich im neuzeitlichen Hexenwahn gipfelte (vergl. Theologischer Diskurs des Mittelalters über Häsresie und Hexerei, Inquisition und Hexenverfolgung).
Die vom Papst Johannes XXII. im Jahre 1326 verfasste Bulle „Super Illius Specula“ markiert den Beginn der theologischen und juristischen Gleichstellung der „Zauberer“ mit Häretikern, wobei „Zauberei“ als Beschwörung und Anbetung von Geistern bzw. Dämonen, das Herstellen von Zaubergegenständen und Besitz von Zauberschriften definiert wird. Exkommunikation und Beschlagnahmungen des Vermögens, Geldstrafen sowie weitere Strafen je nach Schwere des Vergehens werden dabei als rechtliche Konsequenzen solchen Handelns explizit festgelegt. Die sogenannten Hexenprozesse von Freiburg, welche ursprünglich als Verfolgung der Waldenser begannen, markierten ab 1428 den weiteren bedeutenden Schritt in Richtung „Hexerei“ als ein von klassischer Häresie weitgehend unabhängiger Tatbestand, welcher ab dem 16. Jahrhundert vorwiegend von den weltlichen Gerichten als ein solcher geahndet wurde.

#### Kräuterfrauen
Heilkundige Frauen sind historisch belegt, die bekanntesten des europäischen Hoch- und Spätmittelalters wären z. B. Trotula und Hildegard von Bingen. Die Umdeutung der „Hexen“ als weise gebildete Frauen, welche zum starken Missfallen der religiösen Autoritäten umfangreiches Wissen und praktisches medizinisches Können besaßen, geschah jedoch erst im 19. Jahrhundert und stammt ursprünglich von Matilda Joslyn Gage und ihrem Werk „Woman, Church and State“.
Obwohl es sich bei diesem Werk um ein politisches Statement und keine geschichtswissenschaftliche Publikation mit entsprechenden Quellennachweisen handelt, erfuhren die o. g. persönlichen Ansichten von M.J.Gage eine weite Verbreitung und wurden im 20. Jahrhundert zusätzlich mit zahlreichen Behauptungen in Bezug auf vorchristliche heidnische Praktiken ergänzt. Damit wäre die Vorstellung von den „Hexen als weise Kräuterfrauen die altes germanisches Wissen bewahrten“ eine moderne politische bzw. esoterische Vorstellung, und kein belegter historischer Fakt.

#### Katzenverfolgung

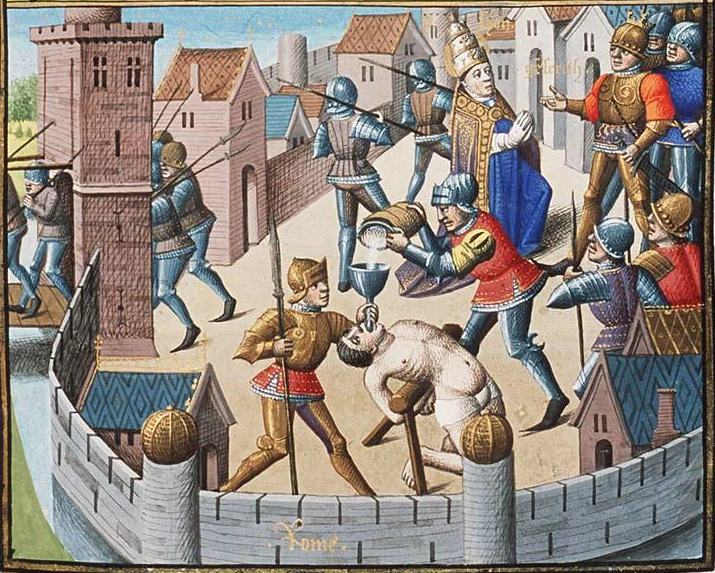
Wasserfolter, Miniatur, ca. 1475 (Nantes BM fr. 8)

Ein in populären Medien mittlerweile sehr beliebter Topos ist die angebliche Verfolgung und Massentötung von Katzen des Hoch- und Spätmittelalters, welche durch die Kirche legitimiert und von Glaubensfanatikern durchgeführt wurde. Dieses Narrativ wurde vor allem durch den Autor Donald W. Engels und sein Werk „Classical Cats: The rise and fall of the sacred cat.“ (2001) popularisiert, weist jedoch ein grundlegendes und methodisches Quellenproblem auf, da weder Innozenz VIII. in seiner Summis desiderantes affectibus noch Gregor IX. in seiner Vox In Rama - der zentralen Quelle des Autors - sich negativ über Katzen äußern bzw. diese gar nicht explizit erwähnen.
Anderweitige hoch- und spätmittelalterliche Quellen, welche zumindest eine singuläre Verfolgung, Massentötung oder gar Verbrennung der Katzen in Europa belegen könnten, sind der Forschung nicht bekannt, genauso wie die zahlreichen fiktiven Zitate der o. g. Päpste, welche die Katze als ein „satanisches Tier“ verdammen. Eine entsprechende Verbindung zwischen schwindender Katzenpopulation, der daraus resultierender Vermehrung von Ratten und der damit zusammen hängender Verbreitung der Pest, ist ebenfalls nicht nachweisbar.

### Die Folter
Es gibt kaum eine andere Erscheinung, die so eng mit dem historischen Mittelalter assoziiert wird, wie die Folter. Zum Ersten wird sie landläufig als die Basis der gesamten mittelalterlichen Rechtsprechung angesehen, zum Zweiten wird häufig angenommen, dass sie für die Menschen des Mittelalters alltäglich und selbstverständlich war. Der zweite Punkt erscheint für den modernen Rezipienten auch dadurch logisch, da sehr viele Museen in historischen Burgen und Schlössern eine mit modernen Repliken ausgestattete „Folterkammer“ bzw. ein „Verlies“ besitzen und dadurch letztlich suggerieren, dass diese ein fester Bestandteil einer Burganlage bzw. Festung gewesen sind.
Der Beginn der institutionalisierten Folter wird von der Forschung gewöhnlich im Jahr 1252 angesetzt, als Papst Innozenz IV. die Bulle Ad extirpanda publik machte und somit die erste erfassbare Regelung für Verwendung von Folter an Häretikern in den Umlauf brachte. Die rechtlichen Hürden waren dabei recht hoch und an Bedingungen gebunden, wie z. B. das Ausbleiben dauerhafter körperlicher Schäden. Als zweiter wichtiger Meilenstein, zumindest für den deutschsprachigen Raum, gilt die Maximilianische Halsgerichtsordnung, welche um 1499 veröffentlicht wurde und als ein Vorläufer der Constitutio Criminalis Carolina von 1532 gelten kann. Dieses Werk wiederum ist maßgeblich für das moderne Wissen um die verschiedenen Folter- und Hinrichtungsarten der Frühen Neuzeit, die sich mit der belegten Folterpraxis des Hoch- und Spätmittelalters nur sehr bedingt decken. Dies lässt sich durch folgende Punkte veranschaulichen:
- fast alle Folterinstrumente, die gemeinhin dem Mittelalter zugeschrieben werden, stammen entweder aus der Frühen Neuzeit oder sind als romantische Erfindungen des 19. Jahrhunderts zu erkennen (siehe Eiserne Jungfrau und Judaswiege)
- nur sehr wenige der historischen Folter- und Hinrichtungsmethoden wie z. B. die Streckbank,[133][134] das Rad,[135] Wasserfolter,[136] das Pfählen und der Schwedentrunk sind für das europäische Mittelalter anhand originaler Quellen belegbar
- es gibt keine bis heute erhaltene Original-„Folterkammer“ aus dem historischen Mittelalter und auch keine Belege für die Existenz spezieller von Anfang an als Verlies bzw. für Folter konzipierter Räume in Türmen und Kellern einer Burg
- die Ausstattung der „Folterkammer“ in modernen Museen orientiert sich, aufgrund reichhaltigerer Quellenlage, am 16. und 17. Jahrhundert und benutzt dafür moderne Repliken der Folterinstrumente.

Eine Vermischung der belegten mittelalterlichen und frühneuzeitlichen Folterpraxis ist zwar aus wissenschaftlichen Gründen inkorrekt und unzulässig, findet aber seit Jahrzehnten in den populären Medien und zahlreichen Museen statt. Auch die mittelalterlichen Darstellungen der christlichen Märtyrer der Spätantike sind aus quellenkritischer Sicht mit Vorsicht als Quelle zu behandeln, da diese im Grunde künstlerische Interpretationen der spätantiken Überlieferungen darstellen und damit nicht unbedingt die tatsächliche Praxis des Mittelalters widerspiegeln.
Die Sekundärliteratur der Autoren des 19. und frühen 20. Jahrhunderts wie z. B. Frederick Howard Wines oder Carl William Heckethorn, welche selbst in der jüngeren Vergangenheit sehr populär blieb, hält aufgrund fehlender Primärnachweise in den meisten Fällen keiner Quellenkritik stand.

## Rezeption
Bedingt durch die Tatsache, dass das historische europäische Mittelalter bereits ab dem 16. Jahrhundert zumeist negativ verklärt wurde (siehe oben), entstand selbst im Verlaufe mehrerer Jahrhunderte, im Gegensatz zur Urgeschichte, Antike, Neuzeit und der Moderne kein klar strukturiertes öffentlichkeitswirksames Bild der besagten Epoche.
Die Rezeption wurde auch dadurch erschwert, dass ein großer Teil des europäischen Mittelalters, im Vergleich zu anderen Epochen, deutlich weniger überlieferter schriftlicher Quellen aufweist, was den geisteswissenschaftlichen Zugang zu jener Epoche deutlich komplizierter gestaltet (siehe Dunkle Jahrhunderte (Mittelalter)).

### Projektionsfläche
Das Fehlen eines klar umrissenen Bildes vom europäischen Mittelalter wird von Archäologen, Historikern und sachkundigen Bloggern als die Hauptursache der Mythenbildung und ihrer Persistenz angesehen.
Dadurch eröffnen sich beim Versuch das Mittelalter dar- und vorzustellen, viele Unschärfen, Unklarheiten und Lücken, die vor allem im 19. und 20. Jahrhundert mit jeweils zeitgenössischen Vorstellungen, Wünschen, Konflikten und politischen Überzeugungen gefüllt wurden und das europäische Mittelalter zu einer Art psychologischen Projektionsfläche des Zeitgeistes werden ließen.
Dieser Prozess besteht bis in die Gegenwart und ist vor allem in der massenmedialen Darstellung des gesamten Mittelalters deutlich beobachtbar. Die Konventionen solcher Darstellungen beinhalten meist extreme Vereinfachungen und das Bedienen der bereits vorhandenen aber historisch unhaltbaren Erwartungshaltung der Allgemeinheit, wobei man sich dadurch erhofft die Aufmerksamkeit der Menschen zu gewinnen, das Interesse für das Thema zu wecken und eine Botschaft zu vermitteln.
Diese Vorgehensweise bildet grundsätzlich den Nährboden bzw. eine Plattform für viele überholte Vorstellungen vom historischen europäischen Mittelalter und wird deswegen aus geschichtswissenschaftlicher und archäologischer Sicht kritisch hinterfragt.

### Populärkultur
Das finstere Mittelalter ist ein beliebtes Motiv der Populärkultur.
- In den Comics Hägar der Schreckliche wird das finstere Mittelalter humorvoll persifliert.
- Der Film Paracelsus: „Suggestive Massenszenen mit Hysterien der Angst und des Aberglaubens beschwören ein ‚finsteres Mittelalter‘.“[146]
- John Freely: Before Galileo: The Birth of Modern Science in Medieval Europe. Overlook Duckworth, New York City/London 2012, ISBN 978-1-59020-607-2. Deutsch: Aristoteles in Oxford: Wie das finstere Mittelalter die moderne Wissenschaft begründete. Klett-Cotta, Stuttgart 2014, ISBN 978-3-608-94854-7.[147]